# Origine des Arnulfiens
L’origine familiale de saint Arnulf, évêque de Metz, premier membre connu de la famille des Arnulfiens et plus ancien ancêtre connu de Charlemagne constitue une interrogation formulée depuis l'accession de Charlemagne et non totalement résolue aujourd'hui.

## Évolution de la documentation
Aucun document contemporain ne précise l'ascendance de saint Arnulf (v. 582 † 640). Les premiers Carolingiens, tenant leur pouvoir des premiers Pépinides, ont plutôt délaissé leur ascendance agnatique et privilégié l'ascendance pépinide. Seule l'ascendance jusqu'à Ansegisel fait partie des certitudes et est étayée par des documents contemporains. La filiation entre saint Arnulf et Ansegisel est mentionnée un siècle et demi après, par Paul Diacre et relève de la quasi-certitude.
Les documents ultérieurs qui parlent de l'ascendance de saint Arnulf sont les suivants :
- La Vita Colombani (v. 650) : « Bertulf (en) était de famille noble, quoique païenne, et cousin du bienheureux Arnulf, évêque de la ville de Metz »[1].

- La Vita Arnulfi (v. 650) : « Le bienheureux Arnulf, de noble race franque, issu de nobles et puissants parents »[1].
- Le continuateur de Frédégaire (v. 750) : « Pépin, fils de feu Ansegisel, noble franc »[3].
- Paul Diacre, dans Liber de Episcoporum Mettensium (v. 783) : « Agiulf, dont on dit que le père était issu d'une noble famille de sénateurs et la mère une fille du roi Chlodoveus […] Après lui vint son neveu Arnoald. Lui succéda Pappolus. Arnoul, issu d'une très noble et très puissante souche de Francs, engendra deux fils d'un mariage légitime, Anchise et Chlodoul. Anchise engendra Pépin, Pépin engendra Charles, celui-là engendra Pépin. Celui-là engendra le roi Charles »[1],[2],[4],[5].

- La Commemoratio genealogiae domni Karoli gloriossimi imperatoris (v.810) : « Anspertus, qui était de race sénatoriale, homme célèbre et noble, prit pour femme la fille de Hlotharius[6], roi des Francs, appelée Blîthilt et eut trois fils et une fille. L'aîné s'appelait Arnoldus, le second Feriolus, le troisième Modéric et la fille Tarcisia. Feriolus fut évêque dans la ville d'Uzès. Moderic fut ordonné évêque d'Aristum. Arnoldus, l'aîné, engendra le seigneur (évêque) Arnulf. Le seigneur Arnulf engendra Flodulfus et Anchisus. Flodulfus est ordonné évêque. Ansichus engendra Pipinus. Pipinus engendra Karolus. Karolus quant à lui engendra le seigneur roi Pipinus. Pipinus engendra le glorieux César et très noble prince Carolus »[7]. Cette généalogie est ensuite reprise par des continuateurs, avec l'ajout des nouvelles générations issues de Charlemagne[8].

- La Commemoratio genealogia domni Arnulfi episcopi et confessoris Christi (v.840 ou 855) reprend la généalogie de la Commemoratio genealogiae domni Karoli gloriossimi imperatoris en ajoutant à Ansbert des frères, comme Agilulf, évêque de Metz, et leurs descendants[9]. Cette généalogie est également reprise par des continuateurs[8].

- Un manuscrit, rédigé vers 840-855 à l'abbaye de Fontenelle : « Buotgisus, inluster vir, engendra Arnulf, homme très saint, évêque de la ville de Metz. Et le bienheureux Arnulf engendra Ansgisus, Ansgisus engendra Pippin, maire du palais. Pippin engendra le duc Karolus. Le duc Carolus engendra le roi Pippin. Et le roi Pippin engendra Karolus, roi très fameux et le premier roi à être empereur des Francs. L'empereur Karolus engendra l'empereur Hludovic »[10].

- La Genealogia regum Francorum (v. 870) : « Lotharius engendra Dagobert et Blithildis (Bilichildis). Blithildis engendra Arnaldus d'Ansbert, homme illustre. Arnaldus engendra Arnulfus, plus tard évêque de Metz. Arnulfus engendra Flodulfus, Walchisus et Ansigisus. Ansigisus engendra Pépin l'ancien de Begga, fille de Pépin, maire du palais. Pépin l'ancien, duc, engendra Charles l'Ancien. Charles l'ancien, duc, engendra le roi Pépin et Karlemmanus, plus tard moine. Le roi Pépin engendra Karlommanus et l'empereur Charles. L'empereur Charles engendra Pépin, Charles et Louis. Louis engendra Lothaire, Pépin et Louis d'Ermengearde et Charles le Chauve de Judith ». Cette variante de la Commemoratio genealogiae domni Karoli gloriossimi imperatoris cherche à identifier Blithildis(Bilichildis) non comme une fille de Clotaire Ier, mais comme une fille de Clotaire II[11] et une sœur de Dagobert Ier, malgré l'impossibilité chronologique de cette proposition (saint Arnulf est un contemporain de Clotaire II, et ne peut donc pas être son arrière-petit-fils)[2].

- La Vita Clodulfi (v. 875) : « Ainsi il (Clodulf) avait pour père le bienheureux Arnulf, qui siégea comme évêque à Metz […] alors son géniteur évangélisateur était issu d'une antique famille sénatoriale, engendré par son père Arnoald […] lequel avait pour père Anspert. On dit qu'Aigulf, évêque de Metz, était né d'une fille du roi Chlodovus. La mère de Chlodulphe, appelée Doda, n'était pas d'une souche moins noble et moins célèbre »[2].

- Ummo dans sa Vita Arnulfi (Xe siècle) : « Mais le bienheureux Arnulphus est né d'un père aquitain et d'une mère suève au château de Laycenssi dans le comté de Chaumont, au temps de l'empereur Maurice Ier […] Son épouse fut une jeune fille bien née nommée Doda […] de laquelle il eut deux fils Chlodulphe et suivi d'Anchise […] Cet Anchise eut pour fils Pépin le second, prince de Germanie, de son épouse nommée Begga, sœur de sainte Gertrude […] de la sœur de Pépin, nommée Waldrade, est née Gualchisus, qui engendra saint Wandregisil, confesseur du Christ […] De la sœur de Walchisi est né saint Gond de Oyes, fils du comte de Verdun »[2].

- Un manuscrit anglo-saxon de la fin du XIe siècle ou du début du XIIe siècle : « Anchise, partant de Troie, engendra Franco, qui donna son nom aux Francs. Ce Franco, princeps generis, engendra Gripho. Gripho engendra Baldgislus. Balgis engendra Lodupigus. Lodupigus engendra Alpgisus. Alpgils engendra Aodulf. Aodulf engendra Ansgisius. Ansghis engendra Pippin. Pippin engendra Karolus ». Une variante donne une version différente à partir de Gripho : « Gripho engendra Haldgislus. Haldgislus engendra Momulinus. Momulinus engendra Batgislus. Batgislus engendra Aodulf. Aodulf engendra Ansgisius […] »[12].

- La Vita Gundulfi (XIIe siècle) : « Gundulf, fils du regretté Mundéric, que le roi Theoderic fit mettre à mort, fut grand dans le royaume d'Austrasie, mais plus grand et plus noble devant Dieu. Il fut nourri avec le duc Bodogisel, son frère, dans le palais du roi Clotaire ; alors qu'il se voyait comblé d'honneurs par le roi Théodebert, il dit dans sa vieillesse à Arnulfus, fils de Bodogisel : `écoute-moi, neveu bien-aimé. Le jugement de Dieu a commencé quand il a permis que Mundéric pérît par le glaive, lui, le fils du parricide Clodéric. Prions le Christ qu'il éloigne de nos têtes la colère à venir, car le Tout-Puissant a dit : Je châtierai vos iniquités jusqu'à la troisième et la quatrième génération’. Abandonnant le siècle, il embrassa la vie monastique, et après la mort de Monulphus, comme il atteignait l'âge de soixante-seize ans, il fut élu par tous les habitants de Tongres, et consacré évêque »[12].

- Aegidius d'Orval (v. 1250) : « Lotharius, roi des Francs, père de Dagobert avait pour fille Blithilde. Celle-ci engendra de noble homme Ansbert Arnoald ou Bodogisel, également connu sous le nom de Boggis. Boggis engendra de son épouse Oda Arnulf, plus tard pontife de Metz. De son épouse Doda, Arnulf engendra Ansegisel et Clodulfus »[2].

La synthèse de toute cette documentation est que les premiers auteurs ne font que constater leur ignorance à propos de l'ascendance de saint Arnulf, se bornant à rappeler son origine dans la plus haute noblesse franque. Puis apparaissent, un siècle et demi après la mort du saint, des généalogies qui sont complétées au cours du temps, d'une part avec les membres des nouvelles générations, et d'autre part avec des ajouts sur les premières générations.

## Positions des historiens par rapport à ces généalogies
Très rapidement, les historiographes ont adopté la thèse faisant de saint Arnulf un fils d'Arnoald, évêque de Metz, qui a longtemps été universellement admise. 
Au XVIIe siècle, un historien rapproche la Commemoratio genealogia domni Arnulfi episcopi et confessoris Christi évoquant saint Firmin, évêque d'Uzès et frère d'Ansbert le sénateur, des Actae Firmini (XIIe siècle) donnant un Ferréol comme père de saint Firmin et le rattachant, au moyen d'autres documents, à l'empereur romain Avitus. Ainsi apparaît une nouvelle préoccupation, celle de relier les empires romain et carolingien, qui était jusqu'alors totalement inconnue des auteurs médiévaux.
Ce n'est que pendant le XIXe siècle et au début du XXe siècle que la critique historique moderne a contesté cette thèse, notamment par les travaux de Louis Saltet (en). Reprenant les incohérences des généalogies, entre elles et avec d'autres documents contemporains, il en déduit la fausseté et conclut par le rejet pur et simple de toutes les généalogies pré-carolingiennes. Son attitude, qui a prévalu durant le XXe siècle, est encore suivie par la plupart des historiens actuels.
Mais le travail de Louis Saltet n'est pas exempt de faiblesses et, même s'il met en évidence les erreurs et contradictions, se borne à des affirmations concernant les méthodes d'élaboration de ces généalogies et des motivations des auteurs, sans les justifier. De plus il ne s'est intéressé qu'aux généalogies messines sans se préoccuper des généalogies de Fontenelle. En 1986, Jörg Jarnut a entrepris de reprendre l'étude critique des fausses généalogies carolingiennes. Pour lui, le travail des faussaires du Moyen Âge consiste plus à interpoler des documents authentiques qu'à inventer des généalogies. Il affirme donc que les généalogies messines se basent sur des interpolations et des interprétations de documents authentiques, qui étaient disponibles à l'évêché de Metz au VIIIe siècle.

## Différentes généalogies
L'étude des fausses généalogies carolingiennes entraîne leur répartition en deux groupes distincts :
- les généalogies dites messines, qui furent établies par les scribes de l'évêché de Metz vers 810 et affirment que saint Arnulf est fils d'Arnoald,
- les généalogies dites de Fontenelle, qui affirment que saint Arnulf est fils de Bodogisel.

Au XIIIe siècle, Aegidius d'Orval est le premier à identifier Bodogisel et Arnoald comme un seul personnage, afin de concilier ces deux groupes de généalogies.

### Hypothèse messine: Arnulf est fils d'Arnoald
Les généalogies dites messines sont ainsi nommées car elles présentent une ascendance des Carolingiens parmi les évêques de Metz des VIe et VIIe siècles. Elles ont la particularité de faire d'Arnoald, évêque de Metz, le père de saint Arnulf. Le premier de ces documents est la Commemoratio genealogiae domni Karoli gloriossimi imperatoris, rédigée vers 810, et probablement issu du scriptorium de l'évêché de Metz.
Elle répond à plusieurs impératifs politiques :
- légitimer les Carolingiens en les faisant descendre des Mérovingiens,
- présenter les Carolingiens comme l'union des peuples francs et gallo-romains à travers le mariage d'Ansbert le sénateur et de Blithildis (Bilichildis).
- faire rejaillir une partie de la gloire impériale sur le diocèse de Metz, terre d'origine des Carolingiens.

Mais ces généalogies présentent des graves défauts :
- saint Arnulf est toujours présenté comme un Franc, alors qu'Ansbert est de race sénatoriale (i.e. gallo-romain),
- Blithildis (Bilichildis), fille de Clotaire Ier est inconnue de Grégoire de Tours, qui a pourtant dressé une liste exhaustive des enfants de ce roi[19].

En 1986, Jörg Jarnut reprend complètement l'étude et l'analyse de la Commemoratio genealogiae domni Karoli gloriossimi imperatoris et classe les différentes informations généalogiques en quatre catégories :
- les informations authentiques, car confirmées par d'autres sources,
- les informations fausses, car infirmées après la confrontation avec d'autres sources contemporaines,
- les autres informations, que la confrontation avec la documentation contemporaine ne permet ni de les confirmer ni de les infirmer. Il y a deux sortes de ces informations :
  - celle qui ajoutent à la gloire des évêques de Metz ou des Carolingiens et sont de ce fait considérées comme suspectes,
  - celle qui n'apportent rien, excepté des noms et sont jugées comme probables.

Comme il est dit plus haut, Jarnut estime que le travail des faussaires du Moyen Âge consiste plus à interpoler des documents authentiques qu'à inventer des généalogies. Pour lui, les généalogies messines se basent sur des interpolations et des interprétations de documents authentiques, qui étaient disponibles à l'évêché de Metz au VIIIe siècle. Surtout, elles commencent à être rédigées à peine deux siècles après, et il faut qu'elles ne contredisent pas les connaissances de l'époque si l'auteur ne veut pas les voir rejeter comme fausses ou erronées. La suite du travail de Jarnut consiste donc à expliquer les raisons des différentes erreurs que contiennent les généalogies messines.
Concernant la filiation entre Arnoald et Arnulf, il pense que les auteurs des généalogies se sont servis d'un document qualifiant Clodulf, fils d'Arnould, de nepos d'Arnoald. Traduisant nepos par petit-fils, il en ont conclu qu'Arnoald était le père d'Arnulf, malgré les origines ethniques différentes des deux hommes. Mais nepos a en fait plusieurs sens possibles : « petit-fils », « neveu » ou « petit-neveu ». Le sens de neveu étant chronologiquement improbable, il reste deux possibilités :
- Clodulf est un petit-neveu d'Arnoald par la mère d'Arnulf, qui serait une sœur d'Arnoald. Cette hypothèse est étayée par l'onomastique, qui considère que le prénom Arnulf (arn-ulf) est formé de racines issues d'Arnoald (arn-oald) et d'Agilulf (agil-ulf).
- Clodulf est un petit-fils d'Arnoald par sa mère, qui serait Doda selon la Vita Arnulfi (Xe siècle). Cette thèse est également soutenue par l'onomastique, Doda étant le prénom d'une sœur d'Ansbert et d'Agilulf.

L'étude des généalogies de Fontenelle montre que le prénom d'Arnulf peut s'expliquer autrement. Finalement, l'analyse de Jarnut permet de dresser le tableau suivant :
|                                |                                |                                |                                |                                |                                |  |  |                  |                  |                  |                  |                  |                  | un noble gallo-romain | un noble gallo-romain | un noble gallo-romain               | un noble gallo-romain               | un noble gallo-romain               | un noble gallo-romain               |                                     |                                     |                                |                                |                                  |                                  | une fille d'un roi franc (Chlodevicus ?) | une fille d'un roi franc (Chlodevicus ?) | une fille d'un roi franc (Chlodevicus ?) | une fille d'un roi franc (Chlodevicus ?) | une fille d'un roi franc (Chlodevicus ?) | une fille d'un roi franc (Chlodevicus ?) |                                |                                |                                |                                |                                |                                |  |  |                               |                               |                               |                               |                               |                               |  |  |  |  |  |  |  |  |  |  |  |  |  |  |  |  |  |  |  |  |  |  |  |  |  |  |  |  |  |  |  |  |
|                                |                                |                                |                                |                                |                                |  |  |                  |                  |                  |                  |                  |                  | un noble gallo-romain | un noble gallo-romain | un noble gallo-romain               | un noble gallo-romain               | un noble gallo-romain               | un noble gallo-romain               |                                     |                                     |                                |                                |                                  |                                  | une fille d'un roi franc (Chlodevicus ?) | une fille d'un roi franc (Chlodevicus ?) | une fille d'un roi franc (Chlodevicus ?) | une fille d'un roi franc (Chlodevicus ?) | une fille d'un roi franc (Chlodevicus ?) | une fille d'un roi franc (Chlodevicus ?) |                                |                                |                                |                                |                                |                                |  |  |                               |                               |                               |                               |                               |                               |  |  |  |  |  |  |  |  |  |  |  |  |  |  |  |  |  |  |  |  |  |  |  |  |  |  |  |  |  |  |  |  |
|                                |                                |                                |                                |                                |                                |  |  |                  |                  |                  |                  |                  |                  |                       |                       |                                     |                                     |                                     |                                     |                                     |                                     |                                |                                |                                  |                                  |                                          |                                          |                                          |                                          |                                          |                                          |                                |                                |                                |                                |                                |                                |  |  |                               |                               |                               |                               |                               |                               |  |  |  |  |  |  |  |  |  |  |  |  |  |  |  |  |  |  |  |  |  |  |  |  |  |  |  |  |  |  |  |  |
|                                |                                |                                |                                |                                |                                |  |  |                  |                  |                  |                  |                  |                  |                       |                       |                                     |                                     |                                     |                                     |                                     |                                     |                                |                                |                                  |                                  |                                          |                                          |                                          |                                          |                                          |                                          |                                |                                |                                |                                |                                |                                |  |  |                               |                               |                               |                               |                               |                               |  |  |  |  |  |  |  |  |  |  |  |  |  |  |  |  |  |  |  |  |  |  |  |  |  |  |  |  |  |  |  |  |
| Agilulf († 591) évêque de Metz | Agilulf († 591) évêque de Metz | Agilulf († 591) évêque de Metz | Agilulf († 591) évêque de Metz | Agilulf († 591) évêque de Metz | Agilulf († 591) évêque de Metz |  |  | Raginfrid        | Raginfrid        | Raginfrid        | Raginfrid        | Raginfrid        | Raginfrid        |                       |                       |                                     |                                     | Doda                                | Doda                                | Doda                                | Doda                                | Doda                           | Doda                           |                                  |                                  |                                          |                                          | Ansbert le sénateur                      | Ansbert le sénateur                      | Ansbert le sénateur                      | Ansbert le sénateur                      | Ansbert le sénateur            | Ansbert le sénateur            |                                |                                |                                |                                |  |  | Gamard Babo                   | Gamard Babo                   | Gamard Babo                   | Gamard Babo                   | Gamard Babo                   | Gamard Babo                   |  |  |  |  |  |  |  |  |  |  |  |  |  |  |  |  |  |  |  |  |  |  |  |  |  |  |  |  |  |  |  |  |
| Agilulf († 591) évêque de Metz | Agilulf († 591) évêque de Metz | Agilulf († 591) évêque de Metz | Agilulf († 591) évêque de Metz | Agilulf († 591) évêque de Metz | Agilulf († 591) évêque de Metz |  |  | Raginfrid        | Raginfrid        | Raginfrid        | Raginfrid        | Raginfrid        | Raginfrid        |                       |                       |                                     |                                     | Doda                                | Doda                                | Doda                                | Doda                                | Doda                           | Doda                           |                                  |                                  |                                          |                                          | Ansbert le sénateur                      | Ansbert le sénateur                      | Ansbert le sénateur                      | Ansbert le sénateur                      | Ansbert le sénateur            | Ansbert le sénateur            |                                |                                |                                |                                |  |  | Gamard Babo                   | Gamard Babo                   | Gamard Babo                   | Gamard Babo                   | Gamard Babo                   | Gamard Babo                   |  |  |  |  |  |  |  |  |  |  |  |  |  |  |  |  |  |  |  |  |  |  |  |  |  |  |  |  |  |  |  |  |
|                                |                                |                                |                                |                                |                                |  |  |                  |                  |                  |                  |                  |                  |                       |                       |                                     |                                     |                                     |                                     |                                     |                                     |                                |                                |                                  |                                  |                                          |                                          |                                          |                                          |                                          |                                          |                                |                                |                                |                                |                                |                                |  |  |                               |                               |                               |                               |                               |                               |  |  |  |  |  |  |  |  |  |  |  |  |  |  |  |  |  |  |  |  |  |  |  |  |  |  |  |  |  |  |  |  |
|                                |                                |                                |                                |                                |                                |  |  | Mummolus patrice | Mummolus patrice | Mummolus patrice | Mummolus patrice | Mummolus patrice | Mummolus patrice |                       |                       |                                     |                                     |                                     |                                     |                                     |                                     |                                |                                | Mundéric évêque d'Arisitum (600) | Mundéric évêque d'Arisitum (600) | Mundéric évêque d'Arisitum (600)         | Mundéric évêque d'Arisitum (600)         | Mundéric évêque d'Arisitum (600)         | Mundéric évêque d'Arisitum (600)         |                                          |                                          | Arnoald († 611) évêque de Metz | Arnoald († 611) évêque de Metz | Arnoald († 611) évêque de Metz | Arnoald († 611) évêque de Metz | Arnoald († 611) évêque de Metz | Arnoald († 611) évêque de Metz |  |  | Goeric († 643) évêque de Metz | Goeric († 643) évêque de Metz | Goeric († 643) évêque de Metz | Goeric († 643) évêque de Metz | Goeric († 643) évêque de Metz | Goeric († 643) évêque de Metz |  |  |  |  |  |  |  |  |  |  |  |  |  |  |  |  |  |  |  |  |  |  |  |  |  |  |  |  |  |  |  |  |
|                                |                                |                                |                                |                                |                                |  |  | Mummolus patrice | Mummolus patrice | Mummolus patrice | Mummolus patrice | Mummolus patrice | Mummolus patrice |                       |                       |                                     |                                     |                                     |                                     |                                     |                                     |                                |                                | Mundéric évêque d'Arisitum (600) | Mundéric évêque d'Arisitum (600) | Mundéric évêque d'Arisitum (600)         | Mundéric évêque d'Arisitum (600)         | Mundéric évêque d'Arisitum (600)         | Mundéric évêque d'Arisitum (600)         |                                          |                                          | Arnoald († 611) évêque de Metz | Arnoald († 611) évêque de Metz | Arnoald († 611) évêque de Metz | Arnoald († 611) évêque de Metz | Arnoald († 611) évêque de Metz | Arnoald († 611) évêque de Metz |  |  | Goeric († 643) évêque de Metz | Goeric († 643) évêque de Metz | Goeric († 643) évêque de Metz | Goeric († 643) évêque de Metz | Goeric († 643) évêque de Metz | Goeric († 643) évêque de Metz |  |  |  |  |  |  |  |  |  |  |  |  |  |  |  |  |  |  |  |  |  |  |  |  |  |  |  |  |  |  |  |  |
|                                |                                |                                |                                |                                |                                |  |  |                  |                  |                  |                  |                  |                  |                       |                       | saint Arnulf († 640) évêque de Metz | saint Arnulf († 640) évêque de Metz | saint Arnulf († 640) évêque de Metz | saint Arnulf († 640) évêque de Metz | saint Arnulf († 640) évêque de Metz | saint Arnulf († 640) évêque de Metz |                                |                                |                                  |                                  |                                          |                                          |                                          |                                          |                                          |                                          | sainte Doda                    | sainte Doda                    | sainte Doda                    | sainte Doda                    | sainte Doda                    | sainte Doda                    |  |  |                               |                               |                               |                               |                               |                               |  |  |  |  |  |  |  |  |  |  |  |  |  |  |  |  |  |  |  |  |  |  |  |  |  |  |  |  |  |  |  |  |
|                                |                                |                                |                                |                                |                                |  |  |                  |                  |                  |                  |                  |                  |                       |                       | saint Arnulf († 640) évêque de Metz | saint Arnulf († 640) évêque de Metz | saint Arnulf († 640) évêque de Metz | saint Arnulf († 640) évêque de Metz | saint Arnulf († 640) évêque de Metz | saint Arnulf († 640) évêque de Metz |                                |                                |                                  |                                  |                                          |                                          |                                          |                                          |                                          |                                          | sainte Doda                    | sainte Doda                    | sainte Doda                    | sainte Doda                    | sainte Doda                    | sainte Doda                    |  |  |                               |                               |                               |                               |                               |                               |  |  |  |  |  |  |  |  |  |  |  |  |  |  |  |  |  |  |  |  |  |  |  |  |  |  |  |  |  |  |  |  |
|                                |                                |                                |                                |                                |                                |  |  |                  |                  |                  |                  |                  |                  |                       |                       |                                     |                                     |                                     |                                     |                                     |                                     |                                |                                |                                  |                                  |                                          |                                          |                                          |                                          |                                          |                                          |                                |                                |                                |                                |                                |                                |  |  |                               |                               |                               |                               |                               |                               |  |  |  |  |  |  |  |  |  |  |  |  |  |  |  |  |  |  |  |  |  |  |  |  |  |  |  |  |  |  |  |  |
|                                |                                |                                |                                |                                |                                |  |  |                  |                  |                  |                  |                  |                  |                       |                       |                                     |                                     |                                     |                                     |                                     |                                     |                                |                                |                                  |                                  |                                          |                                          |                                          |                                          |                                          |                                          |                                |                                |                                |                                |                                |                                |  |  |                               |                               |                               |                               |                               |                               |  |  |  |  |  |  |  |  |  |  |  |  |  |  |  |  |  |  |  |  |  |  |  |  |  |  |  |  |  |  |  |  |
|                                |                                |                                |                                |                                |                                |  |  |                  |                  |                  |                  |                  |                  |                       |                       |                                     |                                     | Clodulf († 697) évêque de Metz      | Clodulf († 697) évêque de Metz      | Clodulf († 697) évêque de Metz      | Clodulf († 697) évêque de Metz      | Clodulf († 697) évêque de Metz | Clodulf († 697) évêque de Metz |                                  |                                  |                                          |                                          |                                          |                                          | Ansegisel († 662) domestique             | Ansegisel († 662) domestique             | Ansegisel († 662) domestique   | Ansegisel († 662) domestique   | Ansegisel († 662) domestique   | Ansegisel († 662) domestique   |                                |                                |  |  |                               |                               |                               |                               |                               |                               |  |  |  |  |  |  |  |  |  |  |  |  |  |  |  |  |  |  |  |  |  |  |  |  |  |  |  |  |  |  |  |  |

### Hypothèse de Fontenelle: Arnulf est fils de Bodogisel
Une autre tradition, distincte des généalogies messines, se perpétue depuis le Moyen Âge. Le premier d'entre eux est un manuscrit, rédigé vers 840-855 à l'abbaye de Fontenelle qui dit que « Buotgisus, inluster vir, engendra Arnulf, homme très saint, évêque de la ville de Metz. Et le bienheureux Arnulf engendra Ansgisus, Ansgisus engendra Pippin, maire du palais. Pippin engendra le duc Karolus. Le duc Carolus engendra le roi Pippin. Et le roi Pippin engendra Karolus, roi très fameux et le premier roi à être empereur des Francs. L'empereur Karolus engendra l'empereur Hludovic ». Par rapport aux deux Commemoratio messines, il donne un patronyme d'Arnulf différent et donne au fils d'Arnulf le nom correct d'Ansgisus, contre Anchise. C'est l'indice que l'origine des informations des généalogies de Fontenelle est distincte de celle des informations des généalogies messines. En effet, le fondateur de l'abbaye de Fontenelle, saint Wandrille, est un parent proche de saint Arnoulf, et l'abbaye disposait probablement de documents authentiques qui ont servi de base au manuscrit.
Un manuscrit anglo-saxon de la fin du XIe siècle ou du début du XIIe siècle affirme que « Anchise, partant de Troie, engendra Franco, qui donna son nom aux Francs. Ce Franco, princeps generis, engendra Gripho. Gripho engendra Baldgislus. Balgis engendra Lodupigus. Lodupigus engendra Alpgisus. Alpgils engendra Aodulf. Aodulf engendra Ansgisius. Ansghis engendra Pippin. Pippin engendra Karolus ». Une variante donne une version différente à partir de Gripho : « Gripho engendra Haldgislus. Haldgislus engendra Momulinus. Momulinus engendra Batgislus. Batgislus engendra Aodulf. Aodulf engendra Ansgisius […] ». Cette version qui donne des informations en contradiction avec la thèse messine, qui était alors communément admise, ne risque pas de favoriser les buts d'un faussaire. Il faut donc voir dans ce manuscrit la transcription d'une tradition qui s'est transmise de manière distincte, mais malheureusement de manière imparfaite, car on peine à reconnaître certain noms Aodulf pour Arnulf, ou Lodupigus pour Louis ou Clovis.
La Vita Gundulfi (XIIe siècle) : « Gundulf, fils du regretté Mundéric, que le roi Theoderic fit mettre à mort, fut grand dans le royaume d'Austrasie, mais plus grand et plus noble devant Dieu. Il fut nourri avec le duc Bodogisel, son frère, dans le palais du roi Clotaire ; alors qu'il se voyait comblé d'honneurs par le roi Théodebert, il dit dans sa vieillesse à Arnulfus, fils du dit Bodogisel : `écoute-moi, neveu bien aimé. Le jugement de Dieu a commencé quand il a permis que Mundéric pérît par le glaive, lui, le fils du parricide Clodéric. Prions le Christ qu'il éloigne de nos têtes la colère à venir, car le Tout-Puissant a dit : Je chatierai vos iniquités jusqu'à la troisième et la quatrième génération’. Abandonnant le siècle, il embrassa la vie monastique, et après la mort de Monulphus, comme il atteignait l'âge de soixante seize ans, il fut élu par tous les habitants de Tongres, et consacré évêque ». On peut faire la même remarque que pour le manuscrit anglo-saxon, à savoir qu'un document autant en contradiction avec la thèse officielle ne peut servir un faussaire, et que la Vita Gundulfi apparaît également comme la transcription d'une tradition qui s'est transmise de manière distincte.
Même si cette thèse est le plus souvent écartée par les historiens médiévaux, le duc d'Épernon a publié en 1683 une généalogie reprenant ces informations. Plus récemment, Joseph Depoin a repris en compte cette tradition, mais son manque de méthodologie a incité les historiens à ne pas tenir compte de ce texte.
Bodogisel : quatre Bodogisel sont connus à la fin du VIe siècle, et le seul qui peut s'identifier au père de saint Arnulf est un noble austrasien, frère du duc Babon et fils de Mummolin, comte à Soissons. Envoyé en ambassade à Constantinople en 589, il s'arrête à Carthage où la populace le massacre. Son frère Babon est connu pour avoir également été envoyé en ambassade à Constantinople en 585.
Mummolin est probablement identique à un homonyme cité comme maire du palais de Neustrie en 566. Son père n'est pas nommé, mais la Vita Gundulfi, permet de formuler une hypothèse : celle-ci affirme que Arnulf était le nepos de Gundulf, très probablement identifié à un homonyme maire du palais d'Austrasie en 595 et évêque de Tongres de 600 à 607 et né vers 525. Chronologiquement, le sens de nepos ne peut pas être « neveu ». Celui de « petit-fils » n'est pas possible non plus, car le grand-père paternel est Mummolin, et le grand-père maternel est de race alamane, ce que Gondulf, franc, n'est pas. Gundulf est donc le grand-oncle d'Arnulf. La Vita Gundulfi, lui attribue un frère nommé Bodogisel, qui est probablement identique à un homonyme patrice de Provence, puis duc en Austrasie et mort en 585. L'auteur de la Vita Gundulfi a probablement confondu les deux Bodogisel, qui sont en fait oncle et neveu. Gundulf et Bodogisel sont probablement frères de Mummolin. 
Le père de Gundulf, et donc de Mummolin, est Mundéric, cousin du roi Thierry Ier, et qui se révolte contre ce dernier en 532, prétendant que le trône austrasien lui revenait légitimement, et est tué peu après au cours des combats. Les prétentions étaient fondées, car une partie de la noblesse austrasienne a suivi Mundéric et aussi parce que Thierry s'est un moment déclaré prêt à partager le royaume, selon le témoignage de Grégoire de Tours. Aussi est-il fortement plausible que Mundéric soit le fils de Clodéric, roi de Cologne et cousin de Clovis, lequel annexe son royaume dans l'Austrasie après sa mort en 508. Clodéric est par ailleurs connu comme le fils de Sigebert le Boiteux, roi de Cologne.
L’Historia ecclesiæ Remensis de Flodoard mentionne un prêtre nommé Baldéric et sa sœur Boba (devenue ensuite sainte Beuve), fils d'un roi Sigebert et fondateur de l'abbaye Saint-Pierre-les-Dames, dont Boba fut la première abbesse et sa nièce Doda la seconde. Chronologiquement, ce roi Sigebert ne peut être que Sigebert le Boiteux. 
Finalement, la thèse initiée par les moines de Fontenelle tend à faire des Carolingiens les descendants directs des rois francs de Cologne, ce qui se traduit par le tableau suivant :
|                                  |                                  |                                  |                                  |                                  |                                  |                                        |                                        |                                        |                                        |                                        |                                        |                                   |                                   |                                  |                                  |                                  |                                  | Sigebert le Boiteux († 508) roi de Cologne                   |                                                              |                                                              |                                                              |                                                              |                                                              |                                         |                                         |    |    |  |  |                 |                 |                 |                 |                 |                 |  |  |                                         |                                         |                                         |                                         |                                         |                                         |  |  |  |  |  |  |  |  |  |  |  |  |  |  |
|                                  |                                  |                                  |                                  |                                  |                                  |                                        |                                        |                                        |                                        |                                        |                                        |                                   |                                   |                                  |                                  |                                  |                                  |                                                              |                                                              |                                                              |                                                              |                                                              |                                                              |                                         |                                         |    |    |  |  |                 |                 |                 |                 |                 |                 |  |  |                                         |                                         |                                         |                                         |                                         |                                         |  |  |  |  |  |  |  |  |  |  |  |  |  |  |
|                                  |                                  |                                  |                                  |                                  |                                  |                                        |                                        |                                        |                                        |                                        |                                        |                                   |                                   |                                  |                                  |                                  |                                  |                                                              |                                                              |                                                              |                                                              |                                                              |                                                              |                                         |                                         |    |    |  |  |                 |                 |                 |                 |                 |                 |  |  |                                         |                                         |                                         |                                         |                                         |                                         |  |  |  |  |  |  |  |  |  |  |  |  |  |  |
|                                  |                                  |                                  |                                  |                                  |                                  |                                        |                                        |                                        |                                        |                                        |                                        | Clodéric († 508) roi de Cologne   | Clodéric († 508) roi de Cologne   | Clodéric († 508) roi de Cologne  | Clodéric († 508) roi de Cologne  | Clodéric († 508) roi de Cologne  | Clodéric († 508) roi de Cologne  |                                                              |                                                              |                                                              |                                                              | Ne                                                           | Ne                                                           | Ne                                      | Ne                                      | Ne | Ne |  |  | Baldéric prêtre | Baldéric prêtre | Baldéric prêtre | Baldéric prêtre | Baldéric prêtre | Baldéric prêtre |  |  | sainte Beuve abbesse St Pierre de Reims | sainte Beuve abbesse St Pierre de Reims | sainte Beuve abbesse St Pierre de Reims | sainte Beuve abbesse St Pierre de Reims | sainte Beuve abbesse St Pierre de Reims | sainte Beuve abbesse St Pierre de Reims |  |  |  |  |  |  |  |  |  |  |  |  |  |  |
|                                  |                                  |                                  |                                  |                                  |                                  |                                        |                                        |                                        |                                        |                                        |                                        | Clodéric († 508) roi de Cologne   | Clodéric († 508) roi de Cologne   | Clodéric († 508) roi de Cologne  | Clodéric († 508) roi de Cologne  | Clodéric († 508) roi de Cologne  | Clodéric († 508) roi de Cologne  |                                                              |                                                              |                                                              |                                                              | Ne                                                           | Ne                                                           | Ne                                      | Ne                                      | Ne | Ne |  |  | Baldéric prêtre | Baldéric prêtre | Baldéric prêtre | Baldéric prêtre | Baldéric prêtre | Baldéric prêtre |  |  | sainte Beuve abbesse St Pierre de Reims | sainte Beuve abbesse St Pierre de Reims | sainte Beuve abbesse St Pierre de Reims | sainte Beuve abbesse St Pierre de Reims | sainte Beuve abbesse St Pierre de Reims | sainte Beuve abbesse St Pierre de Reims |  |  |  |  |  |  |  |  |  |  |  |  |  |  |
|                                  |                                  |                                  |                                  |                                  |                                  |                                        |                                        |                                        |                                        |                                        |                                        |                                   |                                   |                                  |                                  |                                  |                                  |                                                              |                                                              |                                                              |                                                              |                                                              |                                                              |                                         |                                         |    |    |  |  |                 |                 |                 |                 |                 |                 |  |  |                                         |                                         |                                         |                                         |                                         |                                         |  |  |  |  |  |  |  |  |  |  |  |  |  |  |
|                                  |                                  |                                  |                                  |                                  |                                  | Mundéric († 532) prétendant austrasien | Mundéric († 532) prétendant austrasien | Mundéric († 532) prétendant austrasien | Mundéric († 532) prétendant austrasien | Mundéric († 532) prétendant austrasien | Mundéric († 532) prétendant austrasien |                                   |                                   |                                  |                                  |                                  |                                  | sainte Doda abbesse St Pierre de Reims nièce de sainte Beuve | sainte Doda abbesse St Pierre de Reims nièce de sainte Beuve | sainte Doda abbesse St Pierre de Reims nièce de sainte Beuve | sainte Doda abbesse St Pierre de Reims nièce de sainte Beuve | sainte Doda abbesse St Pierre de Reims nièce de sainte Beuve | sainte Doda abbesse St Pierre de Reims nièce de sainte Beuve |                                         |                                         |    |    |  |  |                 |                 |                 |                 |                 |                 |  |  |                                         |                                         |                                         |                                         |                                         |                                         |  |  |  |  |  |  |  |  |  |  |  |  |  |  |
|                                  |                                  |                                  |                                  |                                  |                                  | Mundéric († 532) prétendant austrasien | Mundéric († 532) prétendant austrasien | Mundéric († 532) prétendant austrasien | Mundéric († 532) prétendant austrasien | Mundéric († 532) prétendant austrasien | Mundéric († 532) prétendant austrasien |                                   |                                   |                                  |                                  |                                  |                                  | sainte Doda abbesse St Pierre de Reims nièce de sainte Beuve | sainte Doda abbesse St Pierre de Reims nièce de sainte Beuve | sainte Doda abbesse St Pierre de Reims nièce de sainte Beuve | sainte Doda abbesse St Pierre de Reims nièce de sainte Beuve | sainte Doda abbesse St Pierre de Reims nièce de sainte Beuve | sainte Doda abbesse St Pierre de Reims nièce de sainte Beuve |                                         |                                         |    |    |  |  |                 |                 |                 |                 |                 |                 |  |  |                                         |                                         |                                         |                                         |                                         |                                         |  |  |  |  |  |  |  |  |  |  |  |  |  |  |
|                                  |                                  |                                  |                                  |                                  |                                  |                                        |                                        |                                        |                                        |                                        |                                        |                                   |                                   |                                  |                                  |                                  |                                  |                                                              |                                                              |                                                              |                                                              |                                                              |                                                              |                                         |                                         |    |    |  |  |                 |                 |                 |                 |                 |                 |  |  |                                         |                                         |                                         |                                         |                                         |                                         |  |  |  |  |  |  |  |  |  |  |  |  |  |  |
| Bodogisel († 585) duc et patrice | Bodogisel († 585) duc et patrice | Bodogisel († 585) duc et patrice | Bodogisel († 585) duc et patrice | Bodogisel († 585) duc et patrice | Bodogisel († 585) duc et patrice |                                        |                                        | Gundulf († 607) évêque de Tongres      | Gundulf († 607) évêque de Tongres      | Gundulf († 607) évêque de Tongres      | Gundulf († 607) évêque de Tongres      | Gundulf († 607) évêque de Tongres | Gundulf († 607) évêque de Tongres |                                  |                                  | Mummolin comte à Soissons (566)  | Mummolin comte à Soissons (566)  | Mummolin comte à Soissons (566)                              | Mummolin comte à Soissons (566)                              | Mummolin comte à Soissons (566)                              | Mummolin comte à Soissons (566)                              |                                                              |                                                              |                                         |                                         |    |    |  |  |                 |                 |                 |                 |                 |                 |  |  |                                         |                                         |                                         |                                         |                                         |                                         |  |  |  |  |  |  |  |  |  |  |  |  |  |  |
| Bodogisel († 585) duc et patrice | Bodogisel († 585) duc et patrice | Bodogisel († 585) duc et patrice | Bodogisel († 585) duc et patrice | Bodogisel († 585) duc et patrice | Bodogisel († 585) duc et patrice |                                        |                                        | Gundulf († 607) évêque de Tongres      | Gundulf († 607) évêque de Tongres      | Gundulf († 607) évêque de Tongres      | Gundulf († 607) évêque de Tongres      | Gundulf († 607) évêque de Tongres | Gundulf († 607) évêque de Tongres |                                  |                                  | Mummolin comte à Soissons (566)  | Mummolin comte à Soissons (566)  | Mummolin comte à Soissons (566)                              | Mummolin comte à Soissons (566)                              | Mummolin comte à Soissons (566)                              | Mummolin comte à Soissons (566)                              |                                                              |                                                              |                                         |                                         |    |    |  |  |                 |                 |                 |                 |                 |                 |  |  |                                         |                                         |                                         |                                         |                                         |                                         |  |  |  |  |  |  |  |  |  |  |  |  |  |  |
|                                  |                                  |                                  |                                  |                                  |                                  |                                        |                                        |                                        |                                        |                                        |                                        |                                   |                                   |                                  |                                  |                                  |                                  |                                                              |                                                              |                                                              |                                                              |                                                              |                                                              |                                         |                                         |    |    |  |  |                 |                 |                 |                 |                 |                 |  |  |                                         |                                         |                                         |                                         |                                         |                                         |  |  |  |  |  |  |  |  |  |  |  |  |  |  |
|                                  |                                  |                                  |                                  |                                  |                                  |                                        |                                        |                                        |                                        |                                        |                                        | Babo ambassadeur à Byzance (585)  | Babo ambassadeur à Byzance (585)  | Babo ambassadeur à Byzance (585) | Babo ambassadeur à Byzance (585) | Babo ambassadeur à Byzance (585) | Babo ambassadeur à Byzance (585) |                                                              |                                                              | Bodogisel († 589) ambassadeur à Byzance                      | Bodogisel († 589) ambassadeur à Byzance                      | Bodogisel († 589) ambassadeur à Byzance                      | Bodogisel († 589) ambassadeur à Byzance                      | Bodogisel († 589) ambassadeur à Byzance | Bodogisel († 589) ambassadeur à Byzance |    |    |  |  |                 |                 |                 |                 |                 |                 |  |  |                                         |                                         |                                         |                                         |                                         |                                         |  |  |  |  |  |  |  |  |  |  |  |  |  |  |
|                                  |                                  |                                  |                                  |                                  |                                  |                                        |                                        |                                        |                                        |                                        |                                        | Babo ambassadeur à Byzance (585)  | Babo ambassadeur à Byzance (585)  | Babo ambassadeur à Byzance (585) | Babo ambassadeur à Byzance (585) | Babo ambassadeur à Byzance (585) | Babo ambassadeur à Byzance (585) |                                                              |                                                              | Bodogisel († 589) ambassadeur à Byzance                      | Bodogisel († 589) ambassadeur à Byzance                      | Bodogisel († 589) ambassadeur à Byzance                      | Bodogisel († 589) ambassadeur à Byzance                      | Bodogisel († 589) ambassadeur à Byzance | Bodogisel († 589) ambassadeur à Byzance |    |    |  |  |                 |                 |                 |                 |                 |                 |  |  |                                         |                                         |                                         |                                         |                                         |                                         |  |  |  |  |  |  |  |  |  |  |  |  |  |  |
|                                  |                                  |                                  |                                  |                                  |                                  |                                        |                                        |                                        |                                        |                                        |                                        |                                   |                                   |                                  |                                  |                                  |                                  |                                                              |                                                              | saint Arnulf évêque de Metz                                  |                                                              |                                                              |                                                              |                                         |                                         |    |    |  |  |                 |                 |                 |                 |                 |                 |  |  |                                         |                                         |                                         |                                         |                                         |                                         |  |  |  |  |  |  |  |  |  |  |  |  |  |  |

## Compléments généalogiques

### Princesse franque mère d'Ansbert
Les mêmes prénoms (Mundéric, Mummolin/Mummolus, Doda et Babo) se retrouvent parmi les descendants de Clodéric et les Ansbertiens. C'est un indice très fort d'une parenté entre les deux groupes, parenté qui ne peut passer que par les femmes puisqu'Ansbert est gallo-romain et Clodéric est franc. D'autre part, Paul Diacre mentionne dès 783 que la mère de l'évêque Agilulf de Metz était la fille du roi Clovis. L'érudition et le sérieux de cet auteur ne permettent pas de rejeter cette information, mais on ne peut identifier la mère d'Agilulf de Metz avec aucune des deux filles connues de Clovis (Clotilde, mariée à Amalaric, roi des Wisigoths, et Theodechildis, devenue nonne). 
- Jörg Jarnut a proposé d'identifier la mère d'Agilulf à une autre Theodechildis, fille du roi Thierry Ier, estimant que Paul Diacre a confondu les deux homonymes[17].
- Joseph Depoin a proposé d'en faire une fille de Clotaire Ier, estimant que les affirmations concernant Blithildis (Bilichildis) étaient une altération d'un autre lien de parenté[22].
- Christian Settipani, prenant également en compte les coïncidences onomastiques évoquées ci-dessus, propose que Paul Diacre a fait une mauvaise lecture d'un document et qu'il a lu Chlodovicus (Clovis) au lieu de lire Chlodoricus (Clodéric)[31],[32].

|                                           |                                           |                                           |                                           |                                           |                                           |  |  |                                               |                                               |                                               |                                               |                                               |                                               |                                        |                                        | Sigebert le Boiteux († 507) roi de Cologne |                                  |                                  |                                  |                                         |                                         |                                         |                                         |                                         |                                         |                                 |                                 |                             |                             |                             |                             |                              |                              |                              |                              |                              |                              |                     |                     |                         |                         |                         |                         |                         |                         |      |      |      |      |                    |                    |                    |                    |                    |                    |                  |                  |                  |                  |  |  |  |  |                            |                            |                            |                            |                            |                            |  |  |  |  |  |  |  |  |  |  |  |  |  |  |  |  |  |  |  |  |  |  |  |  |  |  |  |  |  |  |  |  |  |  |  |  |  |  |  |  |  |  |  |  |  |  |  |  |  |  |
|                                           |                                           |                                           |                                           |                                           |                                           |  |  |                                               |                                               |                                               |                                               |                                               |                                               |                                        |                                        |                                            |                                  |                                  |                                  |                                         |                                         |                                         |                                         |                                         |                                         |                                 |                                 |                             |                             |                             |                             |                              |                              |                              |                              |                              |                              |                     |                     |                         |                         |                         |                         |                         |                         |      |      |      |      |                    |                    |                    |                    |                    |                    |                  |                  |                  |                  |  |  |  |  |                            |                            |                            |                            |                            |                            |  |  |  |  |  |  |  |  |  |  |  |  |  |  |  |  |  |  |  |  |  |  |  |  |  |  |  |  |  |  |  |  |  |  |  |  |  |  |  |  |  |  |  |  |  |  |  |  |  |  |
|                                           |                                           |                                           |                                           |                                           |                                           |  |  |                                               |                                               |                                               |                                               |                                               |                                               |                                        |                                        |                                            |                                  |                                  |                                  |                                         |                                         |                                         |                                         |                                         |                                         |                                 |                                 |                             |                             |                             |                             |                              |                              |                              |                              |                              |                              |                     |                     |                         |                         |                         |                         |                         |                         |      |      |      |      |                    |                    |                    |                    |                    |                    |                  |                  |                  |                  |  |  |  |  |                            |                            |                            |                            |                            |                            |  |  |  |  |  |  |  |  |  |  |  |  |  |  |  |  |  |  |  |  |  |  |  |  |  |  |  |  |  |  |  |  |  |  |  |  |  |  |  |  |  |  |  |  |  |  |  |  |  |  |
| Ne                                        | Ne                                        | Ne                                        | Ne                                        | Ne                                        | Ne                                        |  |  | sainte Beuve abbesse de Saint Pierre de Reims | sainte Beuve abbesse de Saint Pierre de Reims | sainte Beuve abbesse de Saint Pierre de Reims | sainte Beuve abbesse de Saint Pierre de Reims | sainte Beuve abbesse de Saint Pierre de Reims | sainte Beuve abbesse de Saint Pierre de Reims |                                        |                                        |                                            |                                  |                                  |                                  |                                         |                                         | Clodéric († 508) roi de Cologne         | Clodéric († 508) roi de Cologne         | Clodéric († 508) roi de Cologne         | Clodéric († 508) roi de Cologne         | Clodéric († 508) roi de Cologne | Clodéric († 508) roi de Cologne |                             |                             |                             |                             |                              |                              |                              |                              |                              |                              |                     |                     |                         |                         |                         |                         |                         |                         |      |      |      |      |                    |                    |                    |                    |                    |                    |                  |                  |                  |                  |  |  |  |  |                            |                            |                            |                            |                            |                            |  |  |  |  |  |  |  |  |  |  |  |  |  |  |  |  |  |  |  |  |  |  |  |  |  |  |  |  |  |  |  |  |  |  |  |  |  |  |  |  |  |  |  |  |  |  |  |  |  |  |
| Ne                                        | Ne                                        | Ne                                        | Ne                                        | Ne                                        | Ne                                        |  |  | sainte Beuve abbesse de Saint Pierre de Reims | sainte Beuve abbesse de Saint Pierre de Reims | sainte Beuve abbesse de Saint Pierre de Reims | sainte Beuve abbesse de Saint Pierre de Reims | sainte Beuve abbesse de Saint Pierre de Reims | sainte Beuve abbesse de Saint Pierre de Reims |                                        |                                        |                                            |                                  |                                  |                                  |                                         |                                         | Clodéric († 508) roi de Cologne         | Clodéric († 508) roi de Cologne         | Clodéric († 508) roi de Cologne         | Clodéric († 508) roi de Cologne         | Clodéric († 508) roi de Cologne | Clodéric († 508) roi de Cologne |                             |                             |                             |                             |                              |                              |                              |                              |                              |                              |                     |                     |                         |                         |                         |                         |                         |                         |      |      |      |      |                    |                    |                    |                    |                    |                    |                  |                  |                  |                  |  |  |  |  |                            |                            |                            |                            |                            |                            |  |  |  |  |  |  |  |  |  |  |  |  |  |  |  |  |  |  |  |  |  |  |  |  |  |  |  |  |  |  |  |  |  |  |  |  |  |  |  |  |  |  |  |  |  |  |  |  |  |  |
|                                           |                                           |                                           |                                           |                                           |                                           |  |  |                                               |                                               |                                               |                                               |                                               |                                               |                                        |                                        |                                            |                                  |                                  |                                  |                                         |                                         |                                         |                                         |                                         |                                         |                                 |                                 |                             |                             |                             |                             |                              |                              |                              |                              |                              |                              |                     |                     |                         |                         |                         |                         |                         |                         |      |      |      |      |                    |                    |                    |                    |                    |                    |                  |                  |                  |                  |  |  |  |  |                            |                            |                            |                            |                            |                            |  |  |  |  |  |  |  |  |  |  |  |  |  |  |  |  |  |  |  |  |  |  |  |  |  |  |  |  |  |  |  |  |  |  |  |  |  |  |  |  |  |  |  |  |  |  |  |  |  |  |
| sainte Doda abbesse de St Pierre de Reims | sainte Doda abbesse de St Pierre de Reims | sainte Doda abbesse de St Pierre de Reims | sainte Doda abbesse de St Pierre de Reims | sainte Doda abbesse de St Pierre de Reims | sainte Doda abbesse de St Pierre de Reims |  |  |                                               |                                               | Mundéric († 532) prétendant austrasien        | Mundéric († 532) prétendant austrasien        | Mundéric († 532) prétendant austrasien        | Mundéric († 532) prétendant austrasien        | Mundéric († 532) prétendant austrasien | Mundéric († 532) prétendant austrasien |                                            |                                  |                                  |                                  |                                         |                                         |                                         |                                         |                                         |                                         |                                 |                                 |                             |                             |                             |                             |                              |                              | Ne                           | Ne                           | Ne                           | Ne                           | Ne                  | Ne                  |                         |                         |                         |                         |                         |                         |      |      |      |      | noble gallo-romain | noble gallo-romain | noble gallo-romain | noble gallo-romain | noble gallo-romain | noble gallo-romain |                  |                  |                  |                  |  |  |  |  |                            |                            |                            |                            |                            |                            |  |  |  |  |  |  |  |  |  |  |  |  |  |  |  |  |  |  |  |  |  |  |  |  |  |  |  |  |  |  |  |  |  |  |  |  |  |  |  |  |  |  |  |  |  |  |  |  |  |  |
| sainte Doda abbesse de St Pierre de Reims | sainte Doda abbesse de St Pierre de Reims | sainte Doda abbesse de St Pierre de Reims | sainte Doda abbesse de St Pierre de Reims | sainte Doda abbesse de St Pierre de Reims | sainte Doda abbesse de St Pierre de Reims |  |  |                                               |                                               | Mundéric († 532) prétendant austrasien        | Mundéric († 532) prétendant austrasien        | Mundéric († 532) prétendant austrasien        | Mundéric († 532) prétendant austrasien        | Mundéric († 532) prétendant austrasien | Mundéric († 532) prétendant austrasien |                                            |                                  |                                  |                                  |                                         |                                         |                                         |                                         |                                         |                                         |                                 |                                 |                             |                             |                             |                             |                              |                              | Ne                           | Ne                           | Ne                           | Ne                           | Ne                  | Ne                  |                         |                         |                         |                         |                         |                         |      |      |      |      | noble gallo-romain | noble gallo-romain | noble gallo-romain | noble gallo-romain | noble gallo-romain | noble gallo-romain |                  |                  |                  |                  |  |  |  |  |                            |                            |                            |                            |                            |                            |  |  |  |  |  |  |  |  |  |  |  |  |  |  |  |  |  |  |  |  |  |  |  |  |  |  |  |  |  |  |  |  |  |  |  |  |  |  |  |  |  |  |  |  |  |  |  |  |  |  |
|                                           |                                           |                                           |                                           |                                           |                                           |  |  |                                               |                                               |                                               |                                               |                                               |                                               |                                        |                                        |                                            |                                  |                                  |                                  |                                         |                                         |                                         |                                         |                                         |                                         |                                 |                                 |                             |                             |                             |                             |                              |                              |                              |                              |                              |                              |                     |                     |                         |                         |                         |                         |                         |                         |      |      |      |      |                    |                    |                    |                    |                    |                    |                  |                  |                  |                  |  |  |  |  |                            |                            |                            |                            |                            |                            |  |  |  |  |  |  |  |  |  |  |  |  |  |  |  |  |  |  |  |  |  |  |  |  |  |  |  |  |  |  |  |  |  |  |  |  |  |  |  |  |  |  |  |  |  |  |  |  |  |  |
|                                           |                                           |                                           |                                           |                                           |                                           |  |  |                                               |                                               |                                               |                                               |                                               |                                               |                                        |                                        |                                            |                                  |                                  |                                  |                                         |                                         |                                         |                                         |                                         |                                         |                                 |                                 |                             |                             |                             |                             |                              |                              |                              |                              |                              |                              |                     |                     |                         |                         |                         |                         |                         |                         |      |      |      |      |                    |                    |                    |                    |                    |                    |                  |                  |                  |                  |  |  |  |  |                            |                            |                            |                            |                            |                            |  |  |  |  |  |  |  |  |  |  |  |  |  |  |  |  |  |  |  |  |  |  |  |  |  |  |  |  |  |  |  |  |  |  |  |  |  |  |  |  |  |  |  |  |  |  |  |  |  |  |
| Bodogisel († 585) duc et patrice          | Bodogisel († 585) duc et patrice          | Bodogisel († 585) duc et patrice          | Bodogisel († 585) duc et patrice          | Bodogisel († 585) duc et patrice          | Bodogisel († 585) duc et patrice          |  |  | Gundulf († 607) év. de Tongres                | Gundulf († 607) év. de Tongres                | Gundulf († 607) év. de Tongres                | Gundulf († 607) év. de Tongres                | Gundulf († 607) év. de Tongres                | Gundulf († 607) év. de Tongres                |                                        |                                        | Mummolin comte de Soissons (566)           | Mummolin comte de Soissons (566) | Mummolin comte de Soissons (566) | Mummolin comte de Soissons (566) | Mummolin comte de Soissons (566)        | Mummolin comte de Soissons (566)        |                                         |                                         |                                         |                                         |                                 |                                 | Agilulf († 591) év. de Metz | Agilulf († 591) év. de Metz | Agilulf († 591) év. de Metz | Agilulf († 591) év. de Metz | Agilulf († 591) év. de Metz  | Agilulf († 591) év. de Metz  |                              |                              | Ansbert le sénateur          | Ansbert le sénateur          | Ansbert le sénateur | Ansbert le sénateur | Ansbert le sénateur     | Ansbert le sénateur     |                         |                         |                         |                         | Doda | Doda | Doda | Doda | Doda               | Doda               |                    |                    | Raginfrid          | Raginfrid          | Raginfrid        | Raginfrid        | Raginfrid        | Raginfrid        |  |  |  |  | Babo                       | Babo                       | Babo                       | Babo                       | Babo                       | Babo                       |  |  |  |  |  |  |  |  |  |  |  |  |  |  |  |  |  |  |  |  |  |  |  |  |  |  |  |  |  |  |  |  |  |  |  |  |  |  |  |  |  |  |  |  |  |  |  |  |  |  |
| Bodogisel († 585) duc et patrice          | Bodogisel († 585) duc et patrice          | Bodogisel († 585) duc et patrice          | Bodogisel († 585) duc et patrice          | Bodogisel († 585) duc et patrice          | Bodogisel († 585) duc et patrice          |  |  | Gundulf († 607) év. de Tongres                | Gundulf († 607) év. de Tongres                | Gundulf († 607) év. de Tongres                | Gundulf († 607) év. de Tongres                | Gundulf († 607) év. de Tongres                | Gundulf († 607) év. de Tongres                |                                        |                                        | Mummolin comte de Soissons (566)           | Mummolin comte de Soissons (566) | Mummolin comte de Soissons (566) | Mummolin comte de Soissons (566) | Mummolin comte de Soissons (566)        | Mummolin comte de Soissons (566)        |                                         |                                         |                                         |                                         |                                 |                                 | Agilulf († 591) év. de Metz | Agilulf († 591) év. de Metz | Agilulf († 591) év. de Metz | Agilulf († 591) év. de Metz | Agilulf († 591) év. de Metz  | Agilulf († 591) év. de Metz  |                              |                              | Ansbert le sénateur          | Ansbert le sénateur          | Ansbert le sénateur | Ansbert le sénateur | Ansbert le sénateur     | Ansbert le sénateur     |                         |                         |                         |                         | Doda | Doda | Doda | Doda | Doda               | Doda               |                    |                    | Raginfrid          | Raginfrid          | Raginfrid        | Raginfrid        | Raginfrid        | Raginfrid        |  |  |  |  | Babo                       | Babo                       | Babo                       | Babo                       | Babo                       | Babo                       |  |  |  |  |  |  |  |  |  |  |  |  |  |  |  |  |  |  |  |  |  |  |  |  |  |  |  |  |  |  |  |  |  |  |  |  |  |  |  |  |  |  |  |  |  |  |  |  |  |  |
|                                           |                                           |                                           |                                           |                                           |                                           |  |  |                                               |                                               |                                               |                                               |                                               |                                               |                                        |                                        |                                            |                                  |                                  |                                  |                                         |                                         |                                         |                                         |                                         |                                         |                                 |                                 |                             |                             |                             |                             |                              |                              |                              |                              |                              |                              |                     |                     |                         |                         |                         |                         |                         |                         |      |      |      |      |                    |                    |                    |                    |                    |                    |                  |                  |                  |                  |  |  |  |  |                            |                            |                            |                            |                            |                            |  |  |  |  |  |  |  |  |  |  |  |  |  |  |  |  |  |  |  |  |  |  |  |  |  |  |  |  |  |  |  |  |  |  |  |  |  |  |  |  |  |  |  |  |  |  |  |  |  |  |
|                                           |                                           |                                           |                                           |                                           |                                           |  |  |                                               |                                               |                                               |                                               | Babo ambassadeur à Byzance (585)              | Babo ambassadeur à Byzance (585)              | Babo ambassadeur à Byzance (585)       | Babo ambassadeur à Byzance (585)       | Babo ambassadeur à Byzance (585)           | Babo ambassadeur à Byzance (585) |                                  |                                  | Bodogisel ambassadeur à Byzance († 589) | Bodogisel ambassadeur à Byzance († 589) | Bodogisel ambassadeur à Byzance († 589) | Bodogisel ambassadeur à Byzance († 589) | Bodogisel ambassadeur à Byzance († 589) | Bodogisel ambassadeur à Byzance († 589) |                                 |                                 |                             |                             |                             |                             | Arnoald († 601) év. de Metz  | Arnoald († 601) év. de Metz  | Arnoald († 601) év. de Metz  | Arnoald († 601) év. de Metz  | Arnoald († 601) év. de Metz  | Arnoald († 601) év. de Metz  |                     |                     | Mundéric év. d'Arisitum | Mundéric év. d'Arisitum | Mundéric év. d'Arisitum | Mundéric év. d'Arisitum | Mundéric év. d'Arisitum | Mundéric év. d'Arisitum |      |      |      |      |                    |                    |                    |                    | Mummolus patrice   | Mummolus patrice   | Mummolus patrice | Mummolus patrice | Mummolus patrice | Mummolus patrice |  |  |  |  | Goeric († 643) év. de Metz | Goeric († 643) év. de Metz | Goeric († 643) év. de Metz | Goeric († 643) év. de Metz | Goeric († 643) év. de Metz | Goeric († 643) év. de Metz |  |  |  |  |  |  |  |  |  |  |  |  |  |  |  |  |  |  |  |  |  |  |  |  |  |  |  |  |  |  |  |  |  |  |  |  |  |  |  |  |  |  |  |  |  |  |  |  |  |  |
|                                           |                                           |                                           |                                           |                                           |                                           |  |  |                                               |                                               |                                               |                                               | Babo ambassadeur à Byzance (585)              | Babo ambassadeur à Byzance (585)              | Babo ambassadeur à Byzance (585)       | Babo ambassadeur à Byzance (585)       | Babo ambassadeur à Byzance (585)           | Babo ambassadeur à Byzance (585) |                                  |                                  | Bodogisel ambassadeur à Byzance († 589) | Bodogisel ambassadeur à Byzance († 589) | Bodogisel ambassadeur à Byzance († 589) | Bodogisel ambassadeur à Byzance († 589) | Bodogisel ambassadeur à Byzance († 589) | Bodogisel ambassadeur à Byzance († 589) |                                 |                                 |                             |                             |                             |                             | Arnoald († 601) év. de Metz  | Arnoald († 601) év. de Metz  | Arnoald († 601) év. de Metz  | Arnoald († 601) év. de Metz  | Arnoald († 601) év. de Metz  | Arnoald († 601) év. de Metz  |                     |                     | Mundéric év. d'Arisitum | Mundéric év. d'Arisitum | Mundéric év. d'Arisitum | Mundéric év. d'Arisitum | Mundéric év. d'Arisitum | Mundéric év. d'Arisitum |      |      |      |      |                    |                    |                    |                    | Mummolus patrice   | Mummolus patrice   | Mummolus patrice | Mummolus patrice | Mummolus patrice | Mummolus patrice |  |  |  |  | Goeric († 643) év. de Metz | Goeric († 643) év. de Metz | Goeric († 643) év. de Metz | Goeric († 643) év. de Metz | Goeric († 643) év. de Metz | Goeric († 643) év. de Metz |  |  |  |  |  |  |  |  |  |  |  |  |  |  |  |  |  |  |  |  |  |  |  |  |  |  |  |  |  |  |  |  |  |  |  |  |  |  |  |  |  |  |  |  |  |  |  |  |  |  |
|                                           |                                           |                                           |                                           |                                           |                                           |  |  |                                               |                                               |                                               |                                               |                                               |                                               |                                        |                                        |                                            |                                  |                                  |                                  | saint Arnulf († 640) év. de Metz        | saint Arnulf († 640) év. de Metz        | saint Arnulf († 640) év. de Metz        | saint Arnulf († 640) év. de Metz        | saint Arnulf († 640) év. de Metz        | saint Arnulf († 640) év. de Metz        |                                 |                                 |                             |                             |                             |                             | sainte Doda                  | sainte Doda                  | sainte Doda                  | sainte Doda                  | sainte Doda                  | sainte Doda                  |                     |                     |                         |                         |                         |                         |                         |                         |      |      |      |      |                    |                    |                    |                    |                    |                    |                  |                  |                  |                  |  |  |  |  |                            |                            |                            |                            |                            |                            |  |  |  |  |  |  |  |  |  |  |  |  |  |  |  |  |  |  |  |  |  |  |  |  |  |  |  |  |  |  |  |  |  |  |  |  |  |  |  |  |  |  |  |  |  |  |  |  |  |  |
|                                           |                                           |                                           |                                           |                                           |                                           |  |  |                                               |                                               |                                               |                                               |                                               |                                               |                                        |                                        |                                            |                                  |                                  |                                  | saint Arnulf († 640) év. de Metz        | saint Arnulf († 640) év. de Metz        | saint Arnulf († 640) év. de Metz        | saint Arnulf († 640) év. de Metz        | saint Arnulf († 640) év. de Metz        | saint Arnulf († 640) év. de Metz        |                                 |                                 |                             |                             |                             |                             | sainte Doda                  | sainte Doda                  | sainte Doda                  | sainte Doda                  | sainte Doda                  | sainte Doda                  |                     |                     |                         |                         |                         |                         |                         |                         |      |      |      |      |                    |                    |                    |                    |                    |                    |                  |                  |                  |                  |  |  |  |  |                            |                            |                            |                            |                            |                            |  |  |  |  |  |  |  |  |  |  |  |  |  |  |  |  |  |  |  |  |  |  |  |  |  |  |  |  |  |  |  |  |  |  |  |  |  |  |  |  |  |  |  |  |  |  |  |  |  |  |
|                                           |                                           |                                           |                                           |                                           |                                           |  |  |                                               |                                               |                                               |                                               |                                               |                                               |                                        |                                        |                                            |                                  |                                  |                                  |                                         |                                         |                                         |                                         |                                         |                                         |                                 |                                 |                             |                             |                             |                             |                              |                              |                              |                              |                              |                              |                     |                     |                         |                         |                         |                         |                         |                         |      |      |      |      |                    |                    |                    |                    |                    |                    |                  |                  |                  |                  |  |  |  |  |                            |                            |                            |                            |                            |                            |  |  |  |  |  |  |  |  |  |  |  |  |  |  |  |  |  |  |  |  |  |  |  |  |  |  |  |  |  |  |  |  |  |  |  |  |  |  |  |  |  |  |  |  |  |  |  |  |  |  |
|                                           |                                           |                                           |                                           |                                           |                                           |  |  |                                               |                                               |                                               |                                               |                                               |                                               |                                        |                                        |                                            |                                  |                                  |                                  |                                         |                                         |                                         |                                         |                                         |                                         |                                 |                                 |                             |                             |                             |                             |                              |                              |                              |                              |                              |                              |                     |                     |                         |                         |                         |                         |                         |                         |      |      |      |      |                    |                    |                    |                    |                    |                    |                  |                  |                  |                  |  |  |  |  |                            |                            |                            |                            |                            |                            |  |  |  |  |  |  |  |  |  |  |  |  |  |  |  |  |  |  |  |  |  |  |  |  |  |  |  |  |  |  |  |  |  |  |  |  |  |  |  |  |  |  |  |  |  |  |  |  |  |  |
|                                           |                                           |                                           |                                           |                                           |                                           |  |  |                                               |                                               |                                               |                                               |                                               |                                               |                                        |                                        |                                            |                                  |                                  |                                  | Clodulf († 697) év. de Metz             | Clodulf († 697) év. de Metz             | Clodulf († 697) év. de Metz             | Clodulf († 697) év. de Metz             | Clodulf († 697) év. de Metz             | Clodulf († 697) év. de Metz             |                                 |                                 |                             |                             |                             |                             | Ansegisel († 662) domestique | Ansegisel († 662) domestique | Ansegisel († 662) domestique | Ansegisel († 662) domestique | Ansegisel († 662) domestique | Ansegisel († 662) domestique |                     |                     |                         |                         |                         |                         |                         |                         |      |      |      |      |                    |                    |                    |                    |                    |                    |                  |                  |                  |                  |  |  |  |  |                            |                            |                            |                            |                            |                            |  |  |  |  |  |  |  |  |  |  |  |  |  |  |  |  |  |  |  |  |  |  |  |  |  |  |  |  |  |  |  |  |  |  |  |  |  |  |  |  |  |  |  |  |  |  |  |  |  |  |

### Ferréoli
Ce n'est qu'XVIIe siècle qu'un historien s'avise de faire le lien entre la Commemoratio genealogia domni Arnulfi episcopi et confessoris Christi qui mentionne les évêques d'Uzès saint Firmin et saint Ferréol, respectivement frère et fils d'Ansbert le sénateur, et la Vita Firmini qui mentionne ces deux mêmes évêques.
Bien que la Commemoratio soit fautive par rapport au lien de parenté existant entre les deux évêques et Ansbert, ne tienne pas compte de la chronologie et contredise la Vita Firmini, l'analyse montre que l'auteur messin de la Commemoratio n'était pas familier avec la famille de saint Firmin. Settipani pense que, les connaissant mal, il n'avait aucun intérêt à les ajouter au texte et que, s'il l'a fait, c'est à partir de documents qu'il a mal interprétés. Remarquant les attaches de la famille d'Ansbert avec la région de Nîmes, tout comme celle de saint Firmin, il propose de voir Ansbert le sénateur comme un fils de saint Firmin. L'ascendance de saint Firmin est bien connue : il s'agit de la famille des Ferreoli.
|                             |                             |                             |                             |                             |                             |                     |                     |                                  |                                  |                                  |                                  |                                  |                                  |                             |                             |                                         |                                         |                                         |                                         | Flavius Afranius Syagrius consul (382)  |                                         |                                                             |                                   |                                   |                                   |                                   |                                   |                                      |                                      |                                      |                                      |                                      |                                      |  |  |                                       |                                       |                                       |                                       |                                       |                                       |  |  |  |  |  |  |  |  |  |  |  |  |  |  |  |  |  |  |  |  |  |  |  |  |  |  |
|                             |                             |                             |                             |                             |                             |                     |                     |                                  |                                  |                                  |                                  |                                  |                                  |                             |                             |                                         |                                         |                                         |                                         |                                         |                                         |                                                             |                                   |                                   |                                   |                                   |                                   |                                      |                                      |                                      |                                      |                                      |                                      |  |  |                                       |                                       |                                       |                                       |                                       |                                       |  |  |  |  |  |  |  |  |  |  |  |  |  |  |  |  |  |  |  |  |  |  |  |  |  |  |
|                             |                             |                             |                             |                             |                             |                     |                     |                                  |                                  |                                  |                                  |                                  |                                  |                             |                             |                                         |                                         |                                         |                                         |                                         |                                         |                                                             |                                   |                                   |                                   |                                   |                                   |                                      |                                      |                                      |                                      |                                      |                                      |  |  |                                       |                                       |                                       |                                       |                                       |                                       |  |  |  |  |  |  |  |  |  |  |  |  |  |  |  |  |  |  |  |  |  |  |  |  |  |  |
|                             |                             |                             |                             |                             |                             |                     |                     |                                  |                                  |                                  |                                  | N                                | N                                | N                           | N                           | N                                       | N                                       |                                         |                                         | Ne                                      | Ne                                      | Ne                                                          | Ne                                | Ne                                | Ne                                |                                   |                                   | N / Ne                               | N / Ne                               | N / Ne                               | N / Ne                               | N / Ne                               | N / Ne                               |  |  | Avitus empereur (455-456)             | Avitus empereur (455-456)             | Avitus empereur (455-456)             | Avitus empereur (455-456)             | Avitus empereur (455-456)             | Avitus empereur (455-456)             |  |  |  |  |  |  |  |  |  |  |  |  |  |  |  |  |  |  |  |  |  |  |  |  |  |  |
|                             |                             |                             |                             |                             |                             |                     |                     |                                  |                                  |                                  |                                  | N                                | N                                | N                           | N                           | N                                       | N                                       |                                         |                                         | Ne                                      | Ne                                      | Ne                                                          | Ne                                | Ne                                | Ne                                |                                   |                                   | N / Ne                               | N / Ne                               | N / Ne                               | N / Ne                               | N / Ne                               | N / Ne                               |  |  | Avitus empereur (455-456)             | Avitus empereur (455-456)             | Avitus empereur (455-456)             | Avitus empereur (455-456)             | Avitus empereur (455-456)             | Avitus empereur (455-456)             |  |  |  |  |  |  |  |  |  |  |  |  |  |  |  |  |  |  |  |  |  |  |  |  |  |  |
|                             |                             |                             |                             |                             |                             |                     |                     |                                  |                                  |                                  |                                  |                                  |                                  |                             |                             |                                         |                                         |                                         |                                         |                                         |                                         |                                                             |                                   |                                   |                                   |                                   |                                   |                                      |                                      |                                      |                                      |                                      |                                      |  |  |                                       |                                       |                                       |                                       |                                       |                                       |  |  |  |  |  |  |  |  |  |  |  |  |  |  |  |  |  |  |  |  |  |  |  |  |  |  |
|                             |                             |                             |                             |                             |                             |                     |                     |                                  |                                  |                                  |                                  |                                  |                                  |                             |                             | Tonance Ferreol préfet des Gaules (451) | Tonance Ferreol préfet des Gaules (451) | Tonance Ferreol préfet des Gaules (451) | Tonance Ferreol préfet des Gaules (451) | Tonance Ferreol préfet des Gaules (451) | Tonance Ferreol préfet des Gaules (451) |                                                             |                                   |                                   |                                   |                                   |                                   | Papianille                           | Papianille                           | Papianille                           | Papianille                           | Papianille                           | Papianille                           |  |  | Papianille x Sidoine Apollinaire      | Papianille x Sidoine Apollinaire      | Papianille x Sidoine Apollinaire      | Papianille x Sidoine Apollinaire      | Papianille x Sidoine Apollinaire      | Papianille x Sidoine Apollinaire      |  |  |  |  |  |  |  |  |  |  |  |  |  |  |  |  |  |  |  |  |  |  |  |  |  |  |
|                             |                             |                             |                             |                             |                             |                     |                     |                                  |                                  |                                  |                                  |                                  |                                  |                             |                             | Tonance Ferreol préfet des Gaules (451) | Tonance Ferreol préfet des Gaules (451) | Tonance Ferreol préfet des Gaules (451) | Tonance Ferreol préfet des Gaules (451) | Tonance Ferreol préfet des Gaules (451) | Tonance Ferreol préfet des Gaules (451) |                                                             |                                   |                                   |                                   |                                   |                                   | Papianille                           | Papianille                           | Papianille                           | Papianille                           | Papianille                           | Papianille                           |  |  | Papianille x Sidoine Apollinaire      | Papianille x Sidoine Apollinaire      | Papianille x Sidoine Apollinaire      | Papianille x Sidoine Apollinaire      | Papianille x Sidoine Apollinaire      | Papianille x Sidoine Apollinaire      |  |  |  |  |  |  |  |  |  |  |  |  |  |  |  |  |  |  |  |  |  |  |  |  |  |  |
|                             |                             |                             |                             |                             |                             |                     |                     |                                  |                                  |                                  |                                  |                                  |                                  |                             |                             |                                         |                                         |                                         |                                         |                                         |                                         |                                                             |                                   |                                   |                                   |                                   |                                   |                                      |                                      |                                      |                                      |                                      |                                      |  |  |                                       |                                       |                                       |                                       |                                       |                                       |  |  |  |  |  |  |  |  |  |  |  |  |  |  |  |  |  |  |  |  |  |  |  |  |  |  |
|                             |                             |                             |                             |                             |                             |                     |                     |                                  |                                  |                                  |                                  |                                  |                                  |                             |                             |                                         |                                         |                                         |                                         |                                         |                                         | Tonance Ferreol sénateur à Narbonne (479 / 517) x Industrie |                                   |                                   |                                   |                                   |                                   |                                      |                                      |                                      |                                      |                                      |                                      |  |  |                                       |                                       |                                       |                                       |                                       |                                       |  |  |  |  |  |  |  |  |  |  |  |  |  |  |  |  |  |  |  |  |  |  |  |  |  |  |
|                             |                             |                             |                             |                             |                             |                     |                     |                                  |                                  |                                  |                                  |                                  |                                  |                             |                             |                                         |                                         |                                         |                                         |                                         |                                         |                                                             |                                   |                                   |                                   |                                   |                                   |                                      |                                      |                                      |                                      |                                      |                                      |  |  |                                       |                                       |                                       |                                       |                                       |                                       |  |  |  |  |  |  |  |  |  |  |  |  |  |  |  |  |  |  |  |  |  |  |  |  |  |  |
|                             |                             |                             |                             |                             |                             |                     |                     |                                  |                                  |                                  |                                  |                                  |                                  |                             |                             |                                         |                                         |                                         |                                         |                                         |                                         |                                                             |                                   |                                   |                                   |                                   |                                   |                                      |                                      |                                      |                                      |                                      |                                      |  |  |                                       |                                       |                                       |                                       |                                       |                                       |  |  |  |  |  |  |  |  |  |  |  |  |  |  |  |  |  |  |  |  |  |  |  |  |  |  |
|                             |                             |                             |                             |                             |                             |                     |                     |                                  |                                  |                                  |                                  | N (Ferréol ?)                    | N (Ferréol ?)                    | N (Ferréol ?)               | N (Ferréol ?)               | N (Ferréol ?)                           | N (Ferréol ?)                           |                                         |                                         |                                         |                                         |                                                             |                                   |                                   |                                   |                                   |                                   | saint Firmin évêque d'Uzès (507-533) | saint Firmin évêque d'Uzès (507-533) | saint Firmin évêque d'Uzès (507-533) | saint Firmin évêque d'Uzès (507-533) | saint Firmin évêque d'Uzès (507-533) | saint Firmin évêque d'Uzès (507-533) |  |  | Fadence                               | Fadence                               | Fadence                               | Fadence                               | Fadence                               | Fadence                               |  |  |  |  |  |  |  |  |  |  |  |  |  |  |  |  |  |  |  |  |  |  |  |  |  |  |
|                             |                             |                             |                             |                             |                             |                     |                     |                                  |                                  |                                  |                                  | N (Ferréol ?)                    | N (Ferréol ?)                    | N (Ferréol ?)               | N (Ferréol ?)               | N (Ferréol ?)                           | N (Ferréol ?)                           |                                         |                                         |                                         |                                         |                                                             |                                   |                                   |                                   |                                   |                                   | saint Firmin évêque d'Uzès (507-533) | saint Firmin évêque d'Uzès (507-533) | saint Firmin évêque d'Uzès (507-533) | saint Firmin évêque d'Uzès (507-533) | saint Firmin évêque d'Uzès (507-533) | saint Firmin évêque d'Uzès (507-533) |  |  | Fadence                               | Fadence                               | Fadence                               | Fadence                               | Fadence                               | Fadence                               |  |  |  |  |  |  |  |  |  |  |  |  |  |  |  |  |  |  |  |  |  |  |  |  |  |  |
|                             |                             |                             |                             |                             |                             |                     |                     |                                  |                                  |                                  |                                  |                                  |                                  |                             |                             |                                         |                                         |                                         |                                         |                                         |                                         |                                                             |                                   |                                   |                                   |                                   |                                   |                                      |                                      |                                      |                                      |                                      |                                      |  |  |                                       |                                       |                                       |                                       |                                       |                                       |  |  |  |  |  |  |  |  |  |  |  |  |  |  |  |  |  |  |  |  |  |  |  |  |  |  |
|                             |                             |                             |                             | Ansbert le sénateur         | Ansbert le sénateur         | Ansbert le sénateur | Ansbert le sénateur | Ansbert le sénateur              | Ansbert le sénateur              |                                  |                                  |                                  |                                  | Agilulf († 591) év. de Metz | Agilulf († 591) év. de Metz | Agilulf († 591) év. de Metz             | Agilulf († 591) év. de Metz             | Agilulf († 591) év. de Metz             | Agilulf († 591) év. de Metz             |                                         |                                         | Deotarius évêque d'Arisitum (591)                           | Deotarius évêque d'Arisitum (591) | Deotarius évêque d'Arisitum (591) | Deotarius évêque d'Arisitum (591) | Deotarius évêque d'Arisitum (591) | Deotarius évêque d'Arisitum (591) |                                      |                                      |                                      |                                      |                                      |                                      |  |  | saint Ferréol évêque d'Uzès (553-581) | saint Ferréol évêque d'Uzès (553-581) | saint Ferréol évêque d'Uzès (553-581) | saint Ferréol évêque d'Uzès (553-581) | saint Ferréol évêque d'Uzès (553-581) | saint Ferréol évêque d'Uzès (553-581) |  |  |  |  |  |  |  |  |  |  |  |  |  |  |  |  |  |  |  |  |  |  |  |  |  |  |
|                             |                             |                             |                             | Ansbert le sénateur         | Ansbert le sénateur         | Ansbert le sénateur | Ansbert le sénateur | Ansbert le sénateur              | Ansbert le sénateur              |                                  |                                  |                                  |                                  | Agilulf († 591) év. de Metz | Agilulf († 591) év. de Metz | Agilulf († 591) év. de Metz             | Agilulf († 591) év. de Metz             | Agilulf († 591) év. de Metz             | Agilulf († 591) év. de Metz             |                                         |                                         | Deotarius évêque d'Arisitum (591)                           | Deotarius évêque d'Arisitum (591) | Deotarius évêque d'Arisitum (591) | Deotarius évêque d'Arisitum (591) | Deotarius évêque d'Arisitum (591) | Deotarius évêque d'Arisitum (591) |                                      |                                      |                                      |                                      |                                      |                                      |  |  | saint Ferréol évêque d'Uzès (553-581) | saint Ferréol évêque d'Uzès (553-581) | saint Ferréol évêque d'Uzès (553-581) | saint Ferréol évêque d'Uzès (553-581) | saint Ferréol évêque d'Uzès (553-581) | saint Ferréol évêque d'Uzès (553-581) |  |  |  |  |  |  |  |  |  |  |  |  |  |  |  |  |  |  |  |  |  |  |  |  |  |  |
|                             |                             |                             |                             |                             |                             |                     |                     |                                  |                                  |                                  |                                  |                                  |                                  |                             |                             |                                         |                                         |                                         |                                         |                                         |                                         |                                                             |                                   |                                   |                                   |                                   |                                   |                                      |                                      |                                      |                                      |                                      |                                      |  |  |                                       |                                       |                                       |                                       |                                       |                                       |  |  |  |  |  |  |  |  |  |  |  |  |  |  |  |  |  |  |  |  |  |  |  |  |  |  |
| Arnoald († 601) év. de Metz | Arnoald († 601) év. de Metz | Arnoald († 601) év. de Metz | Arnoald († 601) év. de Metz | Arnoald († 601) év. de Metz | Arnoald († 601) év. de Metz |                     |                     | Mundéric évêque d'Arisitum (600) | Mundéric évêque d'Arisitum (600) | Mundéric évêque d'Arisitum (600) | Mundéric évêque d'Arisitum (600) | Mundéric évêque d'Arisitum (600) | Mundéric évêque d'Arisitum (600) |                             |                             |                                         |                                         |                                         |                                         |                                         |                                         |                                                             |                                   |                                   |                                   |                                   |                                   |                                      |                                      |                                      |                                      |                                      |                                      |  |  |                                       |                                       |                                       |                                       |                                       |                                       |  |  |  |  |  |  |  |  |  |  |  |  |  |  |  |  |  |  |  |  |  |  |  |  |  |  |

### Mère d'Arnulf: sainte Ode
Au Xe siècle Ummo, dans sa Vita Arnulfi, est le premier à fournir des informations sur la mère de Saint-Arnoul, en la qualifiant de Suève, c'est-à-dire de race alamane. Vers 1250, Aegidius d'Orval est le premier à la nommer du prénom d'Oda, mais comme il cherche à concilier les deux traditions messines et de Fontenelle en identifiant Arnoald et Bodogisel en une seule et même personne, on ne sait l'origine de cette information : est-ce le prénom de l'épouse d'Arnoald, de l'épouse de Bodogisel ou celui de la mère d'Arnulf ?
Cette Ode est connue par ailleurs : À partir du Xe siècle, les litanies de l'abbaye de Stavelot honorent une certaine Huode. Au XIe siècle, les Annales Lobienses mentionnent cette Ode comme veuve d'un Bodogisel ou Boggis, duc d'Aquitaine et tante de saint Hubert. Au XIIe siècle, Sigebert de Gembloux précise que sainte Ode est morte en 711 et repose à Amay. Au cours des siècles suivants, ses parentés deviennent de plus en plus fantaisistes et on la retrouve mentionnée dans la Charte d'Alaon. Mais, même si une partie de ces traditions sont fausses (le fait que Bodogisel soit duc d'Aquitaine, la date de décès de 711, aucun document contemporain relatif à saint Hubert ne mentionne Ode), le souvenir d'Ode est une tradition trop ancienne pour être écartée facilement.
En 634, Adalgisel Grimo, diacre à Verdun, rédige son testament et mentionne sa sœur Ermengearde, diaconesse, Ado, son frère, le duc Babon son neveu et sa tante paternelle qu'il ne nomme pas mais dont il précise qu'elle repose à Amay. Le notaire se nomme Arnulf et un des témoins est le duc Adalgisel. Les prénoms d'Arnulf et de Babon montrent une parenté proche avec Bodogisel, et les parents proches d'Adalgisel Grimo sont probablement issus de Babo, le frère de Bodogisel. En 1977, un sarcophage datant du VIIe siècle est mis au jour dans l'église collégiale d'Amay, et contenait les restes de sainte Chrodoare. Chronologiquement, elle est probablement la tante paternelle d'Adalgisel Grimo, et le nom d'Ode est certainement l'hypocoristique de Chrodoare.
|                                 |                                 |                                 |                                 |                                 |                                 |  |  |                        |                        |                                  |                                  |                                  |                                  |                                  |                                  | Mummolin comte à Soissons (566) |                     |     |     |                |                |                                         |                                         |                                         |                                         |                                         |                                         |                             |                             |                             |                             |                        |                        |                        |                        |  |  |  |  |  |  |  |  |  |  |  |  |  |  |  |  |  |  |  |  |  |  |  |  |  |  |  |  |
|                                 |                                 |                                 |                                 |                                 |                                 |  |  |                        |                        |                                  |                                  |                                  |                                  |                                  |                                  |                                 |                     |     |     |                |                |                                         |                                         |                                         |                                         |                                         |                                         |                             |                             |                             |                             |                        |                        |                        |                        |  |  |  |  |  |  |  |  |  |  |  |  |  |  |  |  |  |  |  |  |  |  |  |  |  |  |  |  |
|                                 |                                 |                                 |                                 |                                 |                                 |  |  |                        |                        |                                  |                                  |                                  |                                  |                                  |                                  |                                 |                     |     |     |                |                |                                         |                                         |                                         |                                         |                                         |                                         |                             |                             |                             |                             |                        |                        |                        |                        |  |  |  |  |  |  |  |  |  |  |  |  |  |  |  |  |  |  |  |  |  |  |  |  |  |  |  |  |
|                                 |                                 |                                 |                                 |                                 |                                 |  |  |                        |                        | Babo ambassadeur à Byzance (585) | Babo ambassadeur à Byzance (585) | Babo ambassadeur à Byzance (585) | Babo ambassadeur à Byzance (585) | Babo ambassadeur à Byzance (585) | Babo ambassadeur à Byzance (585) |                                 |                     |     |     |                |                | Bodogisel († 589) ambassadeur à Byzance | Bodogisel († 589) ambassadeur à Byzance | Bodogisel († 589) ambassadeur à Byzance | Bodogisel († 589) ambassadeur à Byzance | Bodogisel († 589) ambassadeur à Byzance | Bodogisel († 589) ambassadeur à Byzance |                             |                             | Chrodoare (sainte Ode)      | Chrodoare (sainte Ode)      | Chrodoare (sainte Ode) | Chrodoare (sainte Ode) | Chrodoare (sainte Ode) | Chrodoare (sainte Ode) |  |  |  |  |  |  |  |  |  |  |  |  |  |  |  |  |  |  |  |  |  |  |  |  |  |  |  |  |
|                                 |                                 |                                 |                                 |                                 |                                 |  |  |                        |                        | Babo ambassadeur à Byzance (585) | Babo ambassadeur à Byzance (585) | Babo ambassadeur à Byzance (585) | Babo ambassadeur à Byzance (585) | Babo ambassadeur à Byzance (585) | Babo ambassadeur à Byzance (585) |                                 |                     |     |     |                |                | Bodogisel († 589) ambassadeur à Byzance | Bodogisel († 589) ambassadeur à Byzance | Bodogisel († 589) ambassadeur à Byzance | Bodogisel († 589) ambassadeur à Byzance | Bodogisel († 589) ambassadeur à Byzance | Bodogisel († 589) ambassadeur à Byzance |                             |                             | Chrodoare (sainte Ode)      | Chrodoare (sainte Ode)      | Chrodoare (sainte Ode) | Chrodoare (sainte Ode) | Chrodoare (sainte Ode) | Chrodoare (sainte Ode) |  |  |  |  |  |  |  |  |  |  |  |  |  |  |  |  |  |  |  |  |  |  |  |  |  |  |  |  |
|                                 |                                 |                                 |                                 |                                 |                                 |  |  |                        |                        |                                  |                                  |                                  |                                  |                                  |                                  |                                 |                     |     |     |                |                |                                         |                                         |                                         |                                         |                                         |                                         |                             |                             |                             |                             |                        |                        |                        |                        |  |  |  |  |  |  |  |  |  |  |  |  |  |  |  |  |  |  |  |  |  |  |  |  |  |  |  |  |
|                                 |                                 |                                 |                                 |                                 |                                 |  |  |                        |                        |                                  |                                  |                                  |                                  |                                  |                                  |                                 |                     |     |     |                |                |                                         |                                         |                                         |                                         |                                         |                                         |                             |                             |                             |                             |                        |                        |                        |                        |  |  |  |  |  |  |  |  |  |  |  |  |  |  |  |  |  |  |  |  |  |  |  |  |  |  |  |  |
| Adalgisel Grimo diacre à Verdun | Adalgisel Grimo diacre à Verdun | Adalgisel Grimo diacre à Verdun | Adalgisel Grimo diacre à Verdun | Adalgisel Grimo diacre à Verdun | Adalgisel Grimo diacre à Verdun |  |  | Ermengearde diaconesse | Ermengearde diaconesse | Ermengearde diaconesse           | Ermengearde diaconesse           | Ermengearde diaconesse           | Ermengearde diaconesse           |                                  |                                  | Ado                             | Ado                 | Ado | Ado | Ado            | Ado            |                                         |                                         |                                         |                                         | saint Arnulf évêque de Metz             | saint Arnulf évêque de Metz             | saint Arnulf évêque de Metz | saint Arnulf évêque de Metz | saint Arnulf évêque de Metz | saint Arnulf évêque de Metz |                        |                        |                        |                        |  |  |  |  |  |  |  |  |  |  |  |  |  |  |  |  |  |  |  |  |  |  |  |  |  |  |  |  |
| Adalgisel Grimo diacre à Verdun | Adalgisel Grimo diacre à Verdun | Adalgisel Grimo diacre à Verdun | Adalgisel Grimo diacre à Verdun | Adalgisel Grimo diacre à Verdun | Adalgisel Grimo diacre à Verdun |  |  | Ermengearde diaconesse | Ermengearde diaconesse | Ermengearde diaconesse           | Ermengearde diaconesse           | Ermengearde diaconesse           | Ermengearde diaconesse           |                                  |                                  | Ado                             | Ado                 | Ado | Ado | Ado            | Ado            |                                         |                                         |                                         |                                         | saint Arnulf évêque de Metz             | saint Arnulf évêque de Metz             | saint Arnulf évêque de Metz | saint Arnulf évêque de Metz | saint Arnulf évêque de Metz | saint Arnulf évêque de Metz |                        |                        |                        |                        |  |  |  |  |  |  |  |  |  |  |  |  |  |  |  |  |  |  |  |  |  |  |  |  |  |  |  |  |
|                                 |                                 |                                 |                                 |                                 |                                 |  |  |                        |                        |                                  |                                  |                                  |                                  |                                  |                                  |                                 |                     |     |     |                |                |                                         |                                         |                                         |                                         |                                         |                                         |                             |                             |                             |                             |                        |                        |                        |                        |  |  |  |  |  |  |  |  |  |  |  |  |  |  |  |  |  |  |  |  |  |  |  |  |  |  |  |  |
|                                 |                                 |                                 |                                 |                                 |                                 |  |  |                        |                        |                                  |                                  | Adalgisel duc (634)              | Adalgisel duc (634)              | Adalgisel duc (634)              | Adalgisel duc (634)              | Adalgisel duc (634)             | Adalgisel duc (634) |     |     | Babo duc (634) | Babo duc (634) | Babo duc (634)                          | Babo duc (634)                          | Babo duc (634)                          | Babo duc (634)                          |                                         |                                         |                             |                             |                             |                             |                        |                        |                        |                        |  |  |  |  |  |  |  |  |  |  |  |  |  |  |  |  |  |  |  |  |  |  |  |  |  |  |  |  |

### Famille de Saint Wandrille
Selon Ummo, dans sa Vita Arnulfi, « de la sœur de Pépin, nommée Waldrade, est née Gualchisus, qui engendra saint Wandregisil, confesseur du Christ […] De la sœur de Walchisi est né saint Gond de Oyes, fils du comte de Verdun ». Mais saint Wandregisel, qui est maintenant appelé saint Wandrille, semble également avoir des liens avec la famille de saint Arnoul, car la racine -gisel qui termine son nom et celui de son père se retrouve dans les prénoms de Bodogisel, d'Ansegisel et d'Adalgisel. De plus, l'abbaye de Fontenelle semble contenir des chartes et des documents qui ont permis aux moines de produire des manuscrits avançant que saint Arnulf était fils de Bodogisel. D'ailleurs la tradition affirme qu'il était proche parent d'Arnulf.
La grand-mère de saint Wandrille, sœur de Pépin l'ancien, porte un prénom agilolfinge, Waldrade. Pépin est lui-même père d'enfants porteur de prénoms agilolfinges : Grimoald, Gertrude et peut-être Begga (qui pourrait être une Gerberge). Or il existe une autre famille proche de saint Arnulf avec un membre porteur de tel prénom : il s'agit de la famille d'Adalgisel Grimo, Grimo étant un diminutif de Grimoald. D'autre part, Matthias Werner a relevé les différentes propriétés des arnulfinges et des pépinides et a remarqué leur enchevêtrement. Tout cela est le signe d'une alliance entre les deux familles antérieures à celle entre Ansegisel et Begga. Christian Settipani a proposé l'hypothèse d'un mariage entre Babo, frère de Bodogisel et oncle d'Arnulf, avec Waldrade, sœur de Pépin l'ancien.
|                                         |                                         |                                         |                                         |                                         |                                         | Mummolin comte à Soissons (566) | Mummolin comte à Soissons (566) | Mummolin comte à Soissons (566) | Mummolin comte à Soissons (566) | Mummolin comte à Soissons (566) | Mummolin comte à Soissons (566) |                                  |                                  |                                  |                                  |                                  |                                  |                     |                     |     |     |                |                |                |                |                |                |  |  | Carloman noble franc        | Carloman noble franc        | Carloman noble franc        | Carloman noble franc        | Carloman noble franc        | Carloman noble franc        |  |  |                          |                          |                          |                          | (agilolfinge)                   | (agilolfinge)                   | (agilolfinge)                   | (agilolfinge)                   | (agilolfinge)                   | (agilolfinge)                   |                          |                          |                          |                          |  |  |  |  |  |  |  |  |  |  |  |  |  |  |  |  |  |  |  |  |  |  |  |  |  |  |  |  |  |  |  |  |  |  |  |  |  |  |
|                                         |                                         |                                         |                                         |                                         |                                         | Mummolin comte à Soissons (566) | Mummolin comte à Soissons (566) | Mummolin comte à Soissons (566) | Mummolin comte à Soissons (566) | Mummolin comte à Soissons (566) | Mummolin comte à Soissons (566) |                                  |                                  |                                  |                                  |                                  |                                  |                     |                     |     |     |                |                |                |                |                |                |  |  | Carloman noble franc        | Carloman noble franc        | Carloman noble franc        | Carloman noble franc        | Carloman noble franc        | Carloman noble franc        |  |  |                          |                          |                          |                          | (agilolfinge)                   | (agilolfinge)                   | (agilolfinge)                   | (agilolfinge)                   | (agilolfinge)                   | (agilolfinge)                   |                          |                          |                          |                          |  |  |  |  |  |  |  |  |  |  |  |  |  |  |  |  |  |  |  |  |  |  |  |  |  |  |  |  |  |  |  |  |  |  |  |  |  |  |
|                                         |                                         |                                         |                                         |                                         |                                         |                                 |                                 |                                 |                                 |                                 |                                 |                                  |                                  |                                  |                                  |                                  |                                  |                     |                     |     |     |                |                |                |                |                |                |  |  |                             |                             |                             |                             |                             |                             |  |  |                          |                          |                          |                          |                                 |                                 |                                 |                                 |                                 |                                 |                          |                          |                          |                          |  |  |  |  |  |  |  |  |  |  |  |  |  |  |  |  |  |  |  |  |  |  |  |  |  |  |  |  |  |  |  |  |  |  |  |  |  |  |
|                                         |                                         |                                         |                                         |                                         |                                         |                                 |                                 |                                 |                                 |                                 |                                 |                                  |                                  |                                  |                                  |                                  |                                  |                     |                     |     |     |                |                |                |                |                |                |  |  |                             |                             |                             |                             |                             |                             |  |  |                          |                          |                          |                          |                                 |                                 |                                 |                                 |                                 |                                 |                          |                          |                          |                          |  |  |  |  |  |  |  |  |  |  |  |  |  |  |  |  |  |  |  |  |  |  |  |  |  |  |  |  |  |  |  |  |  |  |  |  |  |  |
| Bodogisel († 589) ambassadeur à Byzance | Bodogisel († 589) ambassadeur à Byzance | Bodogisel († 589) ambassadeur à Byzance | Bodogisel († 589) ambassadeur à Byzance | Bodogisel († 589) ambassadeur à Byzance | Bodogisel († 589) ambassadeur à Byzance |                                 |                                 |                                 |                                 |                                 |                                 | Babo ambassadeur à Byzance (585) | Babo ambassadeur à Byzance (585) | Babo ambassadeur à Byzance (585) | Babo ambassadeur à Byzance (585) | Babo ambassadeur à Byzance (585) | Babo ambassadeur à Byzance (585) |                     |                     |     |     |                |                |                |                |                |                |  |  | Waldrade                    | Waldrade                    | Waldrade                    | Waldrade                    | Waldrade                    | Waldrade                    |  |  |                          |                          |                          |                          | Pépin de Landen maire du palais | Pépin de Landen maire du palais | Pépin de Landen maire du palais | Pépin de Landen maire du palais | Pépin de Landen maire du palais | Pépin de Landen maire du palais |                          |                          |                          |                          |  |  |  |  |  |  |  |  |  |  |  |  |  |  |  |  |  |  |  |  |  |  |  |  |  |  |  |  |  |  |  |  |  |  |  |  |  |  |
| Bodogisel († 589) ambassadeur à Byzance | Bodogisel († 589) ambassadeur à Byzance | Bodogisel († 589) ambassadeur à Byzance | Bodogisel († 589) ambassadeur à Byzance | Bodogisel († 589) ambassadeur à Byzance | Bodogisel († 589) ambassadeur à Byzance |                                 |                                 |                                 |                                 |                                 |                                 | Babo ambassadeur à Byzance (585) | Babo ambassadeur à Byzance (585) | Babo ambassadeur à Byzance (585) | Babo ambassadeur à Byzance (585) | Babo ambassadeur à Byzance (585) | Babo ambassadeur à Byzance (585) |                     |                     |     |     |                |                |                |                |                |                |  |  | Waldrade                    | Waldrade                    | Waldrade                    | Waldrade                    | Waldrade                    | Waldrade                    |  |  |                          |                          |                          |                          | Pépin de Landen maire du palais | Pépin de Landen maire du palais | Pépin de Landen maire du palais | Pépin de Landen maire du palais | Pépin de Landen maire du palais | Pépin de Landen maire du palais |                          |                          |                          |                          |  |  |  |  |  |  |  |  |  |  |  |  |  |  |  |  |  |  |  |  |  |  |  |  |  |  |  |  |  |  |  |  |  |  |  |  |  |  |
|                                         |                                         |                                         |                                         |                                         |                                         |                                 |                                 |                                 |                                 |                                 |                                 |                                  |                                  |                                  |                                  |                                  |                                  |                     |                     |     |     |                |                |                |                |                |                |  |  |                             |                             |                             |                             |                             |                             |  |  |                          |                          |                          |                          |                                 |                                 |                                 |                                 |                                 |                                 |                          |                          |                          |                          |  |  |  |  |  |  |  |  |  |  |  |  |  |  |  |  |  |  |  |  |  |  |  |  |  |  |  |  |  |  |  |  |  |  |  |  |  |  |
| saint Arnulf évêque de Metz             | saint Arnulf évêque de Metz             | saint Arnulf évêque de Metz             | saint Arnulf évêque de Metz             | saint Arnulf évêque de Metz             | saint Arnulf évêque de Metz             |                                 |                                 | Adalgisel Grimo diacre à Verdun | Adalgisel Grimo diacre à Verdun | Adalgisel Grimo diacre à Verdun | Adalgisel Grimo diacre à Verdun | Adalgisel Grimo diacre à Verdun  | Adalgisel Grimo diacre à Verdun  |                                  |                                  |                                  |                                  | Ado                 | Ado                 | Ado | Ado | Ado            | Ado            |                |                |                |                |  |  | Waldegisel noble à Verdun   | Waldegisel noble à Verdun   | Waldegisel noble à Verdun   | Waldegisel noble à Verdun   | Waldegisel noble à Verdun   | Waldegisel noble à Verdun   |  |  | Grimoald maire du palais | Grimoald maire du palais | Grimoald maire du palais | Grimoald maire du palais | Grimoald maire du palais        | Grimoald maire du palais        |                                 |                                 | Gertrude abbesse Nivelle        | Gertrude abbesse Nivelle        | Gertrude abbesse Nivelle | Gertrude abbesse Nivelle | Gertrude abbesse Nivelle | Gertrude abbesse Nivelle |  |  |  |  |  |  |  |  |  |  |  |  |  |  |  |  |  |  |  |  |  |  |  |  |  |  |  |  |  |  |  |  |  |  |  |  |  |  |
| saint Arnulf évêque de Metz             | saint Arnulf évêque de Metz             | saint Arnulf évêque de Metz             | saint Arnulf évêque de Metz             | saint Arnulf évêque de Metz             | saint Arnulf évêque de Metz             |                                 |                                 | Adalgisel Grimo diacre à Verdun | Adalgisel Grimo diacre à Verdun | Adalgisel Grimo diacre à Verdun | Adalgisel Grimo diacre à Verdun | Adalgisel Grimo diacre à Verdun  | Adalgisel Grimo diacre à Verdun  |                                  |                                  |                                  |                                  | Ado                 | Ado                 | Ado | Ado | Ado            | Ado            |                |                |                |                |  |  | Waldegisel noble à Verdun   | Waldegisel noble à Verdun   | Waldegisel noble à Verdun   | Waldegisel noble à Verdun   | Waldegisel noble à Verdun   | Waldegisel noble à Verdun   |  |  | Grimoald maire du palais | Grimoald maire du palais | Grimoald maire du palais | Grimoald maire du palais | Grimoald maire du palais        | Grimoald maire du palais        |                                 |                                 | Gertrude abbesse Nivelle        | Gertrude abbesse Nivelle        | Gertrude abbesse Nivelle | Gertrude abbesse Nivelle | Gertrude abbesse Nivelle | Gertrude abbesse Nivelle |  |  |  |  |  |  |  |  |  |  |  |  |  |  |  |  |  |  |  |  |  |  |  |  |  |  |  |  |  |  |  |  |  |  |  |  |  |  |
|                                         |                                         |                                         |                                         |                                         |                                         |                                 |                                 |                                 |                                 |                                 |                                 |                                  |                                  |                                  |                                  |                                  |                                  |                     |                     |     |     |                |                |                |                |                |                |  |  |                             |                             |                             |                             |                             |                             |  |  |                          |                          |                          |                          |                                 |                                 |                                 |                                 |                                 |                                 |                          |                          |                          |                          |  |  |  |  |  |  |  |  |  |  |  |  |  |  |  |  |  |  |  |  |  |  |  |  |  |  |  |  |  |  |  |  |  |  |  |  |  |  |
|                                         |                                         |                                         |                                         |                                         |                                         |                                 |                                 |                                 |                                 |                                 |                                 |                                  |                                  | Adalgisel duc (634)              | Adalgisel duc (634)              | Adalgisel duc (634)              | Adalgisel duc (634)              | Adalgisel duc (634) | Adalgisel duc (634) |     |     | Babo duc (634) | Babo duc (634) | Babo duc (634) | Babo duc (634) | Babo duc (634) | Babo duc (634) |  |  | Wandregisil abbé Fontenelle | Wandregisil abbé Fontenelle | Wandregisil abbé Fontenelle | Wandregisil abbé Fontenelle | Wandregisil abbé Fontenelle | Wandregisil abbé Fontenelle |  |  |                          |                          |                          |                          |                                 |                                 |                                 |                                 |                                 |                                 |                          |                          |                          |                          |  |  |  |  |  |  |  |  |  |  |  |  |  |  |  |  |  |  |  |  |  |  |  |  |  |  |  |  |  |  |  |  |  |  |  |  |  |  |
|                                         |                                         |                                         |                                         |                                         |                                         |                                 |                                 |                                 |                                 |                                 |                                 |                                  |                                  | Adalgisel duc (634)              | Adalgisel duc (634)              | Adalgisel duc (634)              | Adalgisel duc (634)              | Adalgisel duc (634) | Adalgisel duc (634) |     |     | Babo duc (634) | Babo duc (634) | Babo duc (634) | Babo duc (634) | Babo duc (634) | Babo duc (634) |  |  | Wandregisil abbé Fontenelle | Wandregisil abbé Fontenelle | Wandregisil abbé Fontenelle | Wandregisil abbé Fontenelle | Wandregisil abbé Fontenelle | Wandregisil abbé Fontenelle |  |  |                          |                          |                          |                          |                                 |                                 |                                 |                                 |                                 |                                 |                          |                          |                          |                          |  |  |  |  |  |  |  |  |  |  |  |  |  |  |  |  |  |  |  |  |  |  |  |  |  |  |  |  |  |  |  |  |  |  |  |  |  |  |
| Ansegisel                               | Ansegisel                               | Ansegisel                               | Ansegisel                               | Ansegisel                               | Ansegisel                               |                                 |                                 |                                 |                                 |                                 |                                 |                                  |                                  |                                  |                                  |                                  |                                  |                     |                     |     |     |                |                |                |                |                |                |  |  |                             |                             |                             |                             |                             |                             |  |  |                          |                          |                          |                          | Begga                           | Begga                           | Begga                           | Begga                           | Begga                           | Begga                           |                          |                          |                          |                          |  |  |  |  |  |  |  |  |  |  |  |  |  |  |  |  |  |  |  |  |  |  |  |  |  |  |  |  |  |  |  |  |  |  |  |  |  |  |
| Ansegisel                               | Ansegisel                               | Ansegisel                               | Ansegisel                               | Ansegisel                               | Ansegisel                               |                                 |                                 |                                 |                                 |                                 |                                 |                                  |                                  |                                  |                                  |                                  |                                  |                     |                     |     |     |                |                |                |                |                |                |  |  |                             |                             |                             |                             |                             |                             |  |  |                          |                          |                          |                          | Begga                           | Begga                           | Begga                           | Begga                           | Begga                           | Begga                           |                          |                          |                          |                          |  |  |  |  |  |  |  |  |  |  |  |  |  |  |  |  |  |  |  |  |  |  |  |  |  |  |  |  |  |  |  |  |  |  |  |  |  |  |